# Ubrique

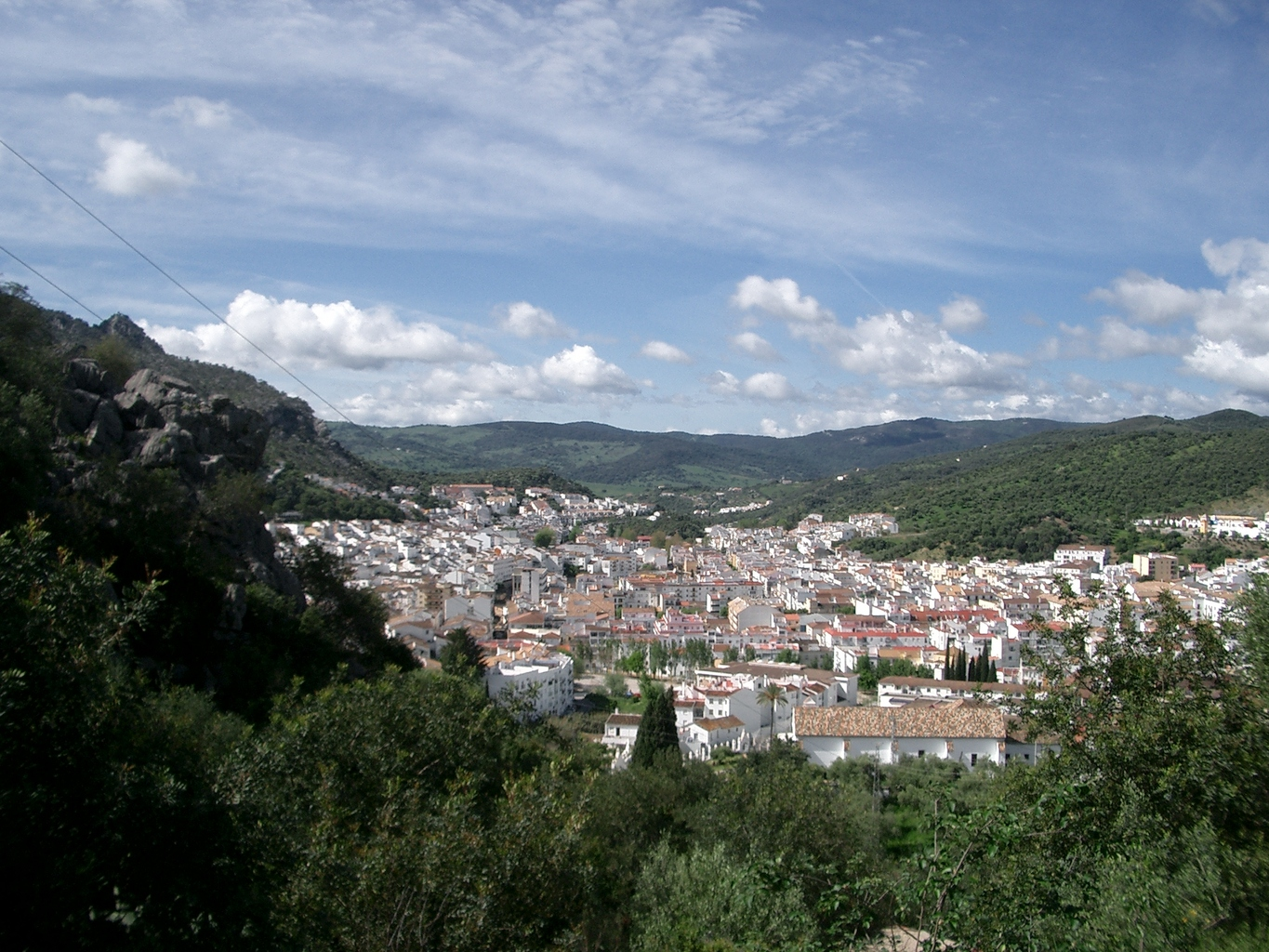
Ubrique desde el inicio de la calzada romana

Ubrique es un municipio español, ubicado en el sur de Andalucía, en la comarca Sierra de Cádiz. Según el INE, en 2024 contaba con 16 441 habitantes. Su extensión superficial es de 69,78 km² y tiene una densidad de 235,18 hab/km². Se encuentra situada a una altitud de 337 metros y a 99,8 kilómetros por carretera de la capital de provincia, Cádiz. Se encuentra al este de la Provincia de Cádiz, siendo un municipio fronterizo, al limitar con la Provincia de Málaga. Limita con los municipios de Villaluenga del Rosario, Benaocaz, Arcos de la Frontera, Jerez de la Frontera y Cortes de la Frontera, este último en Málaga.
Ubicado en la confluencia de los Parques Naturales de la Sierra de Grazalema y de Los Alcornocales, Ubrique forma parte de la ruta de los pueblos blancos, contando con un importante patrimonio natural y monumental, fruto de su rica historia, lo que ha llevado a su conjunto histórico a ser declarado Bien de Interés Cultural. Es cuna de la marroquinería andaluza, siendo el cuero parte fundamental de su economía.

## Geografía
Ubrique es un pueblo que forma parte de la Ruta de los pueblos blancos, estando en la entrada del parque natural de Grazalema y del parque natural Los Alcornocales.
Gracias a su ubicación, permanece rodeado de un paisaje rocoso característico de sierras en las que abunda una gran diversidad de flora (olivos, pinsapos, alcornoques, encinas, etc.) y una fauna abundante (buitres leonados, alimoches, etc.), existente principalmente sobre las zonas montañosas más altas situadas en el valle del Aljibe. El río Ubrique lo divide por la mitad, aunque también cuenta con otros ríos como el Tavizna.

### Localización
El término municipal de Ubrique se encuentra situado al este de la provincia de Cádiz, en la comarca de la Sierra de Cádiz. Cuenta con una extensión superficial de 69,78 kilómetros cuadrados, ocupando el puesto 29º de los 45 municipios gaditanos en términos de superficie. El núcleo urbano de Ubrique se encuentra localizado a 36°40'37.6"N y 5°26'41.8"W, con una altitud de 335 metros de altura, medidos desde su Ayuntamiento.
| Noroeste: Arcos de la Frontera | Norte: Benaocaz                 | Noreste: Benaocaz                   |
| Oeste: Jerez de la Frontera    |                                 | Este: Villaluenga del Rosario       |
| Suroeste: Jerez de la Frontera | Sur: Cortes de la Frontera (MA) | Sureste: Cortes de la Frontera (MA) |

### Orografía
El término municipal de Ubrique se caracteriza por la fuerte presencia de desniveles, que varía de los 205 metros de su punto más bajo, en el Embalse de los Hurones, hasta los 1 104 metros de altitud de su punto más alto, situado en la Sierra de Ubrique. Las cotas más altas están presentes en el este del término municipal, mientras que el centro y oeste del término municipal está dominado por el valle del Río Ubrique.
Al este del término municipal se encuentra la Sierra de Ubrique, marcando el límite con el que alcanza los 1 104 metros de altitud. En esta sierra destaca el Cerro del Algarrobal, con 941 metros, y el Cerro de los Batanes, con 926 metros de altitud.
Al norte del término municipal, se encuentra la Sierra de la Silla, enmarcada entre Ubrique, al este; la depresión del Río Ubrique, al sur; y el Embalse de los Hurones, al oeste. El Pico de la Silla con 920 metros es el de mayor altitud, seguido por el Pico del Adrión con 918 metros.
Otros puntos destacados de la geografía de Ubrique son el Cerro del Rubio, situado en la frontera con el término municipal de Cortes de la Frontera, con 777 metros de altura. El Cerro Mulera se encuentra al suroeste del núcleo urbano de Ubrique, alcanzando los 512 metros. El Castillo de Fátima o de Cardela se localiza a una altitud de 640 metros.

### Hidrografía

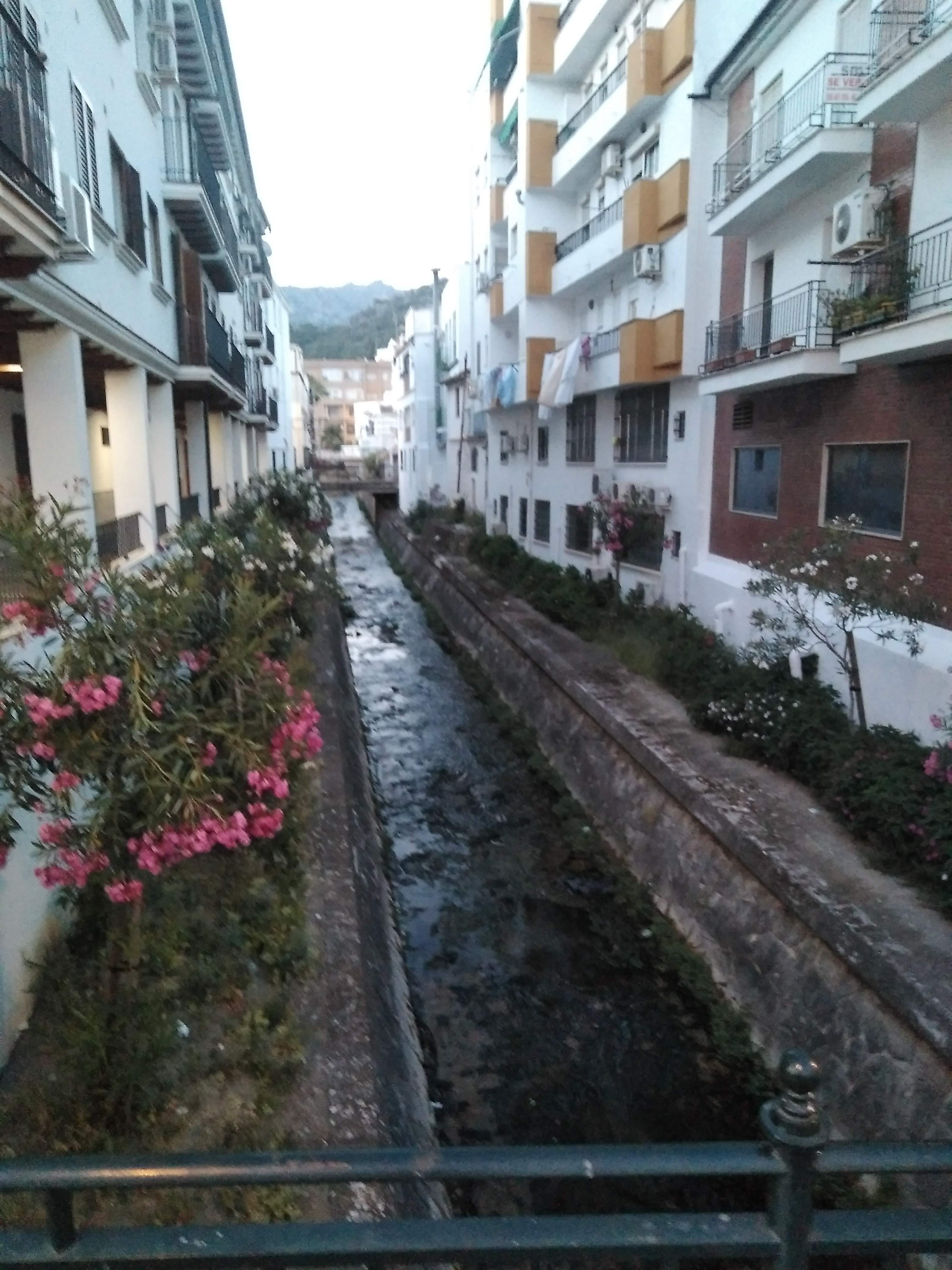
Arroyo seco a su paso por Ubrique.

El Río Ubrique es el de mayor importancia de los que discurren por su término municipal. Nace en el término municipal de Benaocaz y desemboca en el embalse de los Hurones, contando con una longitud de 11,3km. Pertenece a la Cuenca del Río Guadalete.
Por su parte, el Arroyo Seco atraviesa el núcleo urbano de Ubrique de norte a sur, encontrándose encauzado desde los años 60, encontrándose en gran parte soterrado, siendo el grado de alteración hidromorfológica alto.
Otros arroyos que discurren por el término municipal son el Arroyo de los Cidrones o el Arroyo de las Carihuelas. El arroyo Peñón de Mecino ha formado la Garganta de Millán, cuyas aguas fluyen hasta desembocar en el embalse de los Hurones. En este arroyo desembocan las aguas provenientes de la Garganta del Marroquí.

### Naturaleza

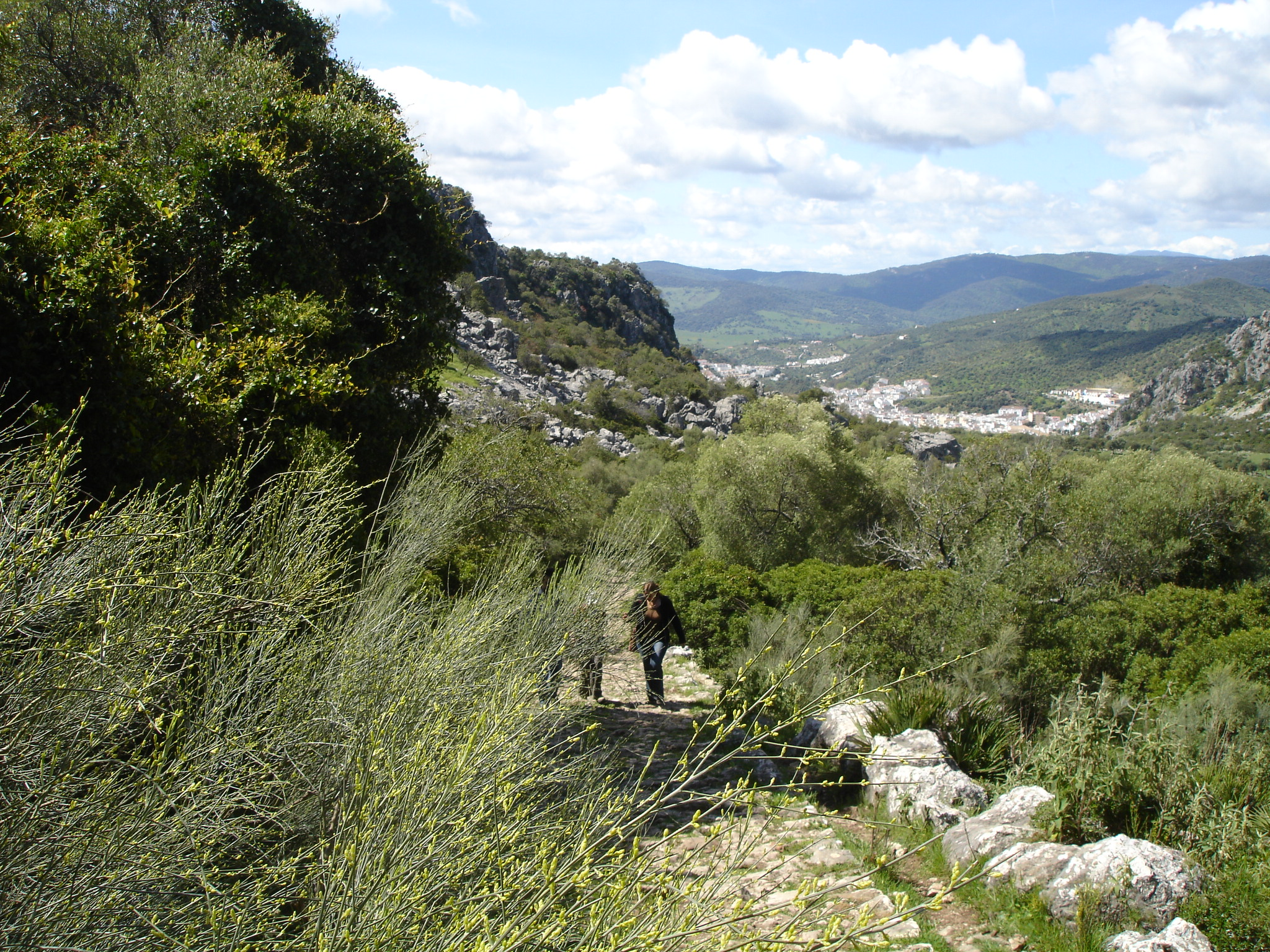
Vista de Ubrique desde la calzada romana

El término municipal de Ubrique se encuentra dividido entre dos parque naturales, el de los Alcornocales y el de la Sierra de Grazalema, que marcan la flora y fauna existente en su territorio.
Parque natural Los Alcornocales
Suelo, humedad y aprovechamiento tradicional han sido los factores determinantes para mantener la mayor masa conservada y productiva de alcornocal de la península ibérica, el parque natural Los Alcornocales.
Situado en la provincia de Cádiz y parte de Málaga, se extiende desde la sierra hasta el joven parque natural del Estrecho, presentando gran diversidad de relieves y paisajes. Esta riqueza se refleja en todos los ámbitos: flora, fauna, climatología, historia y folklore, constituyendo un lugar ideal para visitar y disfrutar de actividades tan diversas como la recolección de setas y la práctica de deportes en la naturaleza.
El principal responsable de esta riqueza es el agua, la cual está presente en numerosos ríos, arroyos y embalses que, además de abastecer a la provincia, son aptos para la pesca y actividades recreativas. Pero sobre todo destaca la humedad proveniente de la costa, que se acumula formando bosques de niebla en valles estrechos y profundos denominados canutos. En estas condiciones se conserva una flora muy singular, perteneciente a la Era Terciaria, la Laurisilva. Se caracteriza por hojas lisas y brillantes, que aprovechan la humedad y escasa luz que dejan pasar los alisos que bordean los canutos. Así, entre el aroma del laurel, la belleza del ojaranzo en flor, elegantes durillos y acebos, se caminará por esta especie de selva, en compañía de los sonidos del mirlo acuático, el hábil martín pescador y las currucas o pinzones, que se esconden entre los helechos.
Los suelos de arenisca, que han favorecido el denso alcornocal, también albergan quejigos y roble andaluz en las zonas más húmedas. En estos bosquetes cazan las águilas calzadas, culebreras y ratoneras, además de azores, gavilanes y cárabos. En las alturas, asoman las rocas y sobre el suelo pobre aparece la herriza, denso matorral achaparrado de distintas especies adaptadas a suelos ricos en metales como el aluminio, entre las que abundan, por ejemplo, las aromáticas. En este espacio habitan la cabra montés y numerosas aves rapaces, destacando el buitre leonado, alimoche, águila perdicera, búho real y halcón peregrino.
En las zonas bajas y arcillosas aparece el acebuchal aclarado desde tiempos inmemoriales para dejar paso al pasto que alimentará el ganado típico de la zona, la vaca retinta. En las laderas, aparece el matorral mediterráneo, con jaras, brezos, cantuesos, torviscos y majuelos. Por ellos discurre el corzo morisco, autóctono y emblema de caza mayor, además del gamo, ciervo y carnívoros como ginetas, tejones y sobre todo meloncillos, con la mayor población de la península.
En un parque tan completo y diverso, caben otras actividades, que van del montañismo en el pico del Aljibe o el Picacho; la espeleología en el enclave Ramblazo-Motillas, o el descenso de cañones en La Garganta de Buitreras, una de las pocas áreas preparadas para esta práctica de riesgo y que por su singularidad ha sido declarada monumento natural.
Parque natural Sierra de Grazalema
A caballo entre Cádiz y Málaga, aparecen estas sierras de relieves abruptos y contrastados a causa de su convulsa historia geológica. La erosión producida por el agua ha creado cañones de gran belleza, como la Garganta Verde que, con 400 metros de profundidad, garantiza un magnífico descenso. Asimismo ha originado un laberinto subterráneo de simas y grutas entre las que destaca el complejo Hundidero-Gato. Se trata de la cueva de mayor longitud de Andalucía, destacable por hibernar en ella unos 100.000 murciélagos, la mayor población de España.
En este espacio, con las cimas más altas de la provincia de Cádiz, las ascensiones a cumbres como El Torreón o El Reloj son clásicas entre montañeros. Para escalar existen roquedos y paredes en Peñón Grande, Aguja de las Palomas y Peñaloja, en Grazalema, Cortados de Montejaque y Beaoján y La Veredilla, La Diaclasa y Cintillo, en Benaocaz.

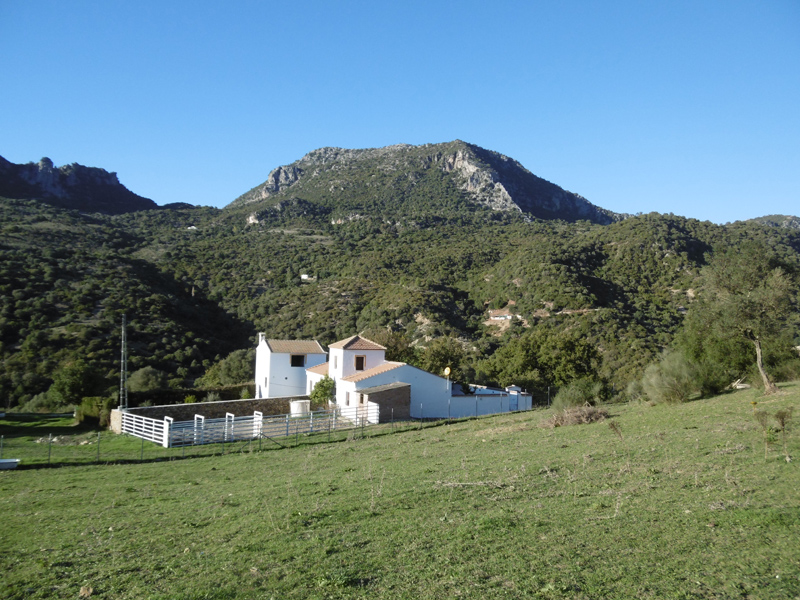
Parque Natural Sierra de Grazalema.

El elemento más emblemático del parque, además del denso bosque mediterráneo de encinas, alcornoques y quejigos, es el pinsapo, principalmente concentrado en la sierra del Pinar, por ser el lugar más lluvioso de la Península. Esta especie es descendiente de los abetos centroeuropeos que formaban aquí grandes bosques en las épocas glaciares. Hoy estos pinsapos habitan únicamente en este espacio, en el parque natural Sierra de las Nieves y en Sierra Bermeja (ambos en la provincia de Málaga). La visita al pinsapar, así como a otros enclaves de la Zona de Reserva, puede realizarse sólo en algunas épocas del año y con limitación de visitantes, por lo que se recomienda solicitar información previa.
Otro punto de interés es el curso alto del río Majaceite, donde se puede observar a la nutria, y donde sus olmos, sauces y álamos forman un característico bosque en galería. Estas y otras especies, hasta 300, pueden contemplarse en el cercano jardín botánico El Castillejo, junto al centro de visitantes El Bosque.
La conservada vegetación da lugar también a una rica fauna, manteniendo con semillas, frutos otoñales y pastos al ciervo, corzo, conejo, perdiz y la cabra montés. Destacan las numerosas aves, con 136 especies distintas, como el águila perdicera y el buitre leonado, este último tiene aquí las mayores colonias de Europa. Completan el ecosistema otros carnívoros emblemáticos como la gineta y comadreja, halcón peregrino, águilas calzada y culebrera y búho real.
Una de las rutas más importantes, la antigua calzada romana, comunica Benaocaz con Ubrique, municipio famoso por su tradicional marroquinería y prendas de piel. Para los amantes del turismo cultural la ruta de los pueblos blancos representa una gran oportunidad de conocer parte del legado árabe en Andalucía.

## Historia

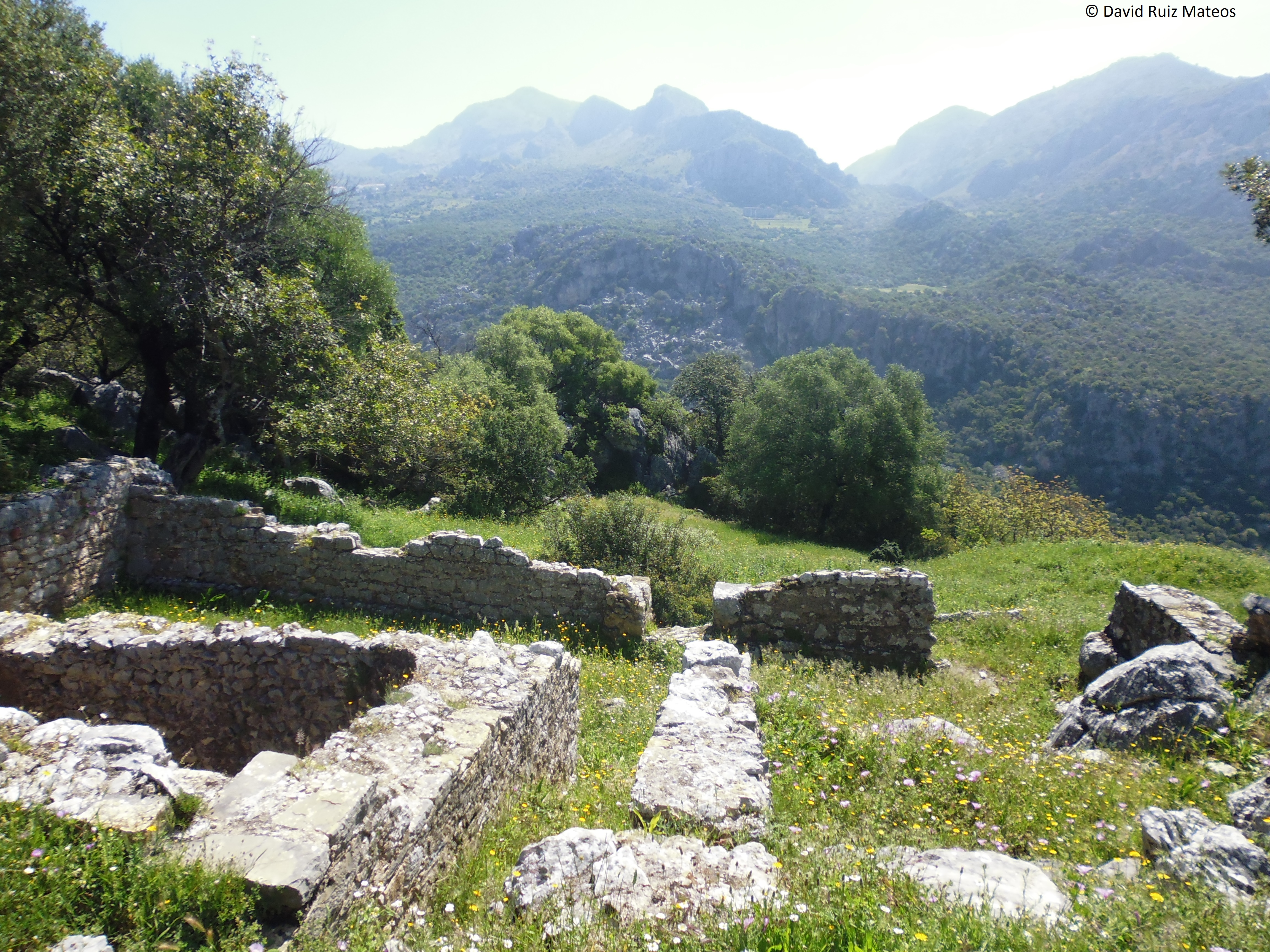
Restos de la ciudad romana de Ocuri, en Ubrique.

Los restos arqueológicos encontrados en el término municipal de Ubrique nos refleja que el territorio ha estado habitado desde el Paleolítico Inferior, hace unos dos millones y medio de años. De la época ibera hay multitud de restos de asentamientos y enterramientos. Sin embargo, fue la época romana la que trajo un periodo importante de prosperidad a la región, como muestran el yacimiento arqueológico de Ocuri. En las proximidades de Ubrique se han localizado los restos de la ciudad romana denominada Ocuri, situada a un kilómetro del actual núcleo urbano, en el llamado Salto de la Mora. Sus construcciones indican que fue un importante centro en época romana, alcanzando su máximo esplendor en el siglo II.
Tras la llegada de los musulmanes, en el actual emplazamiento de Ubrique se fundó una pequeña alquería habitada por poco más de un centenar de personas. No muy lejos más también se construyó en época musulmana una fortaleza llamada Cardela, que hoy en día se llama Castillo de Fátima. Durante la reconquista cambió de manos entre árabes y musulmanes durante varias veces, hasta que finalmente fue conquistada en 1485 por Rodrigo Ponce de León, duque de Arcos, pasando en 1490 a pertenecer a la casa de Arcos, por concesión directa de los Reyes Católicos. En 1501 se inicia la repoblación tras la expulsión de los moriscos que habitaban la villa y se empieza a consolidar el núcleo del que crecería Ubrique. Los cristianos, provenientes de otras partes del Reino, tomaron las casas, huertas y bienes que habían pertenecido a los moriscos. En total, entre 1501 y 1502, 40 familias cristianas repoblaron la villa.

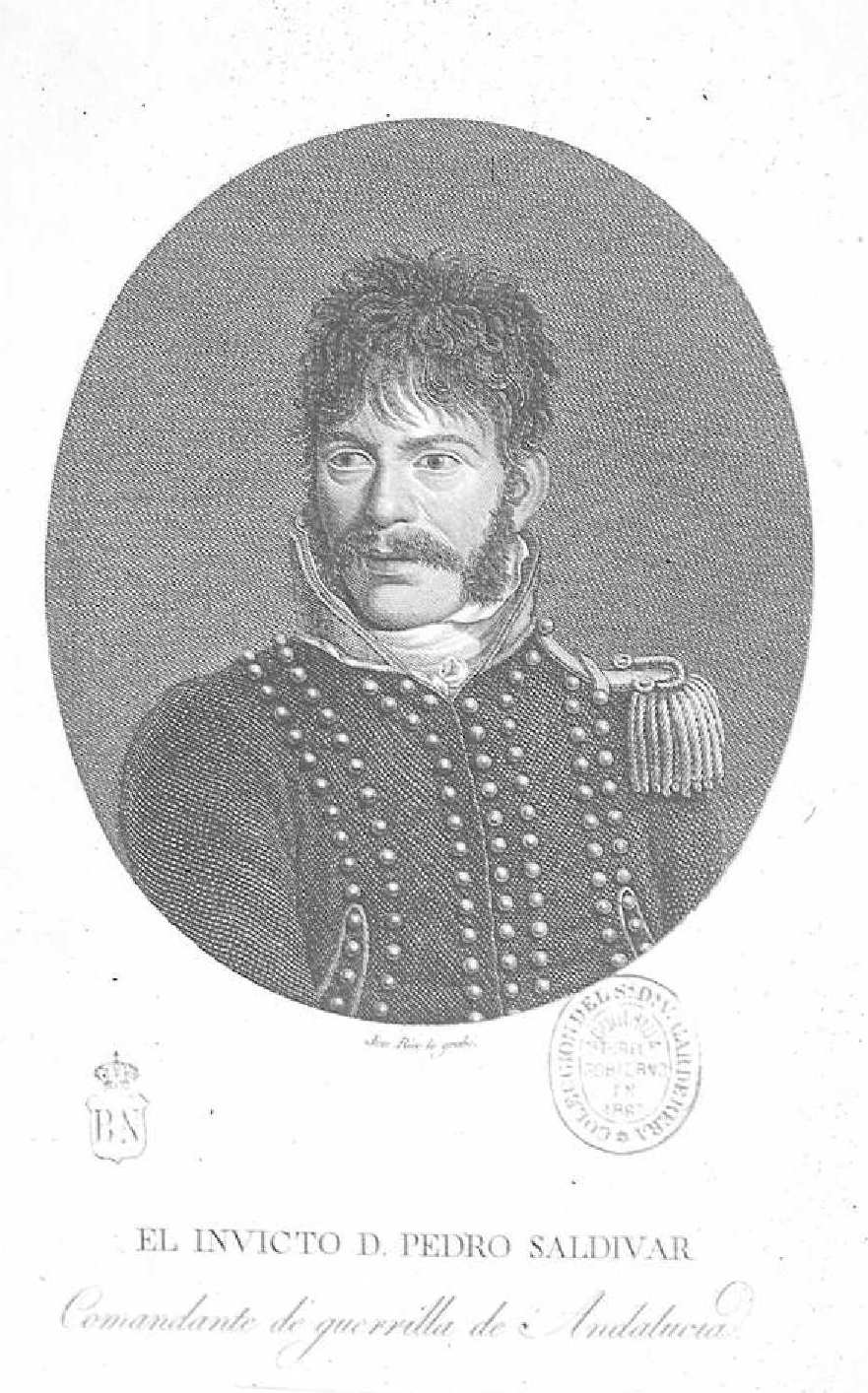
Pedro Zaldívar, militar y guerrillero ubriqueño.

Ya en el siglo XVIII se instalan múltiples fábricas de piel que siguen la tradición musulmana de la marroquinería. En 1792, el arqueólogo ubriqueño Juan Vicente Vegazo Montesdeoca descubre los restos de la antigua ciudad romana que denominó “Ocuritano”. En el siglo XIX, la llegada de los franceses supuso la destrucción de parte del patrimonio de Ubrique, así como archivos. Además, hubo quema de edificios y saqueos de iglesias y viviendas. La lucha contra los franceses estuvo capitaneada en la Sierra de Cádiz por el Coronel Pedro Zaldívar Rubiales, vecino de Ubrique.
Las Cortes de Cádiz abolieron el Señorío de los Duques de Arcos, al cuál pertenecía la Villa de Ubrique desde la Reconquista, y que estaba integrado en el Reino de Granada. Tras la constitución de las provincias por el Real Decreto del 30 de noviembre de 1833, Ubrique es integrado en la Provincia de Cádiz junto a otras localidades vecinas como Benaocaz, Grazalema o Setenil de las Bodegas.
Ya en el siglo XIX, existía en Ubrique una importante industria dedicada a actividades como la marroquinería, la jabonería o la zapatería. En 1873, había, además, dos fábricas de cola y otras dos de fieltros. Durante la Primera República vivió una época convulsa llegando a tener dos gobiernos locales, en un término municipal en que las posesiones del duque de Osuna eran predominantes.
El 15 de agosto de 1909, Ubrique inauguró oficialmente su alumbrado público eléctrico, compuesto por 159 lámparas de 10 bujías cada una. El 27 de julio de 1936, durante los primeros días de la Guerra Civil, la aviación del ejército sublevado lanzó octavillas en Ubrique amenazando con bombardear el municipio si no se colocaban sábanas blancas en las azoteas de las casas como símbolo de rendición. Unos días más tarde, el ejército franquista conquistó Ubrique tras unos enfrentamientos que se saldaron con decenas de víctimas. Los primeros meses de dictadura franquista trajeron desapariciones de decenas de ubriqueños.
A partir de los años 60, el comercio de la marroquinería y los productos realizados con piel comienza a cobrar importancia fuera del municipio, desarrollándose una expansión comercial tanto en España como fuera de ella. Hoy en día es uno de los principales centros de trabajo de la piel de Europa, especialmente de bolsos de lujo.

## Organización política-administrativa

### Elecciones municipales
El primer alcalde democrático en Ubrique fue el andalucista Emilio Rubiales Rojas, quien ganó las elecciones locales en 1979 tras conseguir el 47,08% de los votos, con 8 concejales. En estos comicios, la segunda fuerza más votada fue la UCD, que obtuvo el 26,43% de los votos y 5 concejales. El PSOE y el Partido Comunista obtuvieron 2 concejales cada uno.
La victoria del Partido Socialista Obrero Español en las elecciones municipales de 1983, llevó a la alcaldía a Ignacio Calvo Ordoñez, quien obtuvo dicho cargo durante 3 legislaturas completas, más 2 años de su cuarte legislatura, cuando fue sustituido por José María Reguera Benítez en 1997.
En 2003, tras 20 años de gobierno socialista, la alcaldía pasa al Partido Andalucista, quien de la mano de Francisco Javier Cabezas, controlaría el municipio durante 2 legislaturas. En 2011, Manuel Toro Rincón se convierte en el primer alcalde popular en el municipio, a pesar de obtener el 33,45% de los votos, frente al 36,45% obtenido por el Partido Socialista.
En las elecciones municipales de 2015, el PSOE recupera la alcaldía tras 12 años, gracias a obtener el 45,83% de los votos y 9 concejales, frente al 30,2% del Partido Popular. La victoria socialista supuso la llegada al poder de la primera alcaldesa del municipio. El Partido Andalucista e Izquierda Unida obtuvieron 2 y 1 concejales, respectivamente.
En 2019, Isabel Gómez García revalidaría su alcaldía tras alcanzar la mayoría absoluta, con el 59,49% de los votos y 11 concejales. El Partido Popular obtuvo el 20,02% y 4 concejales, mientras que Andalucía por Sí y Ciudadanos obtuvieron 1 concejal cada uno.
A pesar de la victoria socialista en los comicios de 2023, el pacto entre el Partido Popular y Andalucía por Sí, llevó al popular Mario Casillas a la alcaldía, recuperando dicha formación política el Ayuntamiento tras 8 años.

### Alcaldía
| Periodo   | Nombre                                                                   | Partido             |
| --------- | ------------------------------------------------------------------------ | ------------------- |
| 1979-1983 | Emilio Rubiales Rojas                                                    | Partido Andalucista |
| 1983-1987 | Ignacio Calvo Ordoñez                                                    | PSOE                |
| 1987-1991 | Ignacio Calvo Ordoñez                                                    | PSOE                |
| 1991-1995 | Ignacio Calvo Ordoñez                                                    | PSOE                |
| 1995-1999 | Ignacio Calvo Ordoñez (1995-1997) José María Reguera Benítez (1997-1999) | PSOE                |
| 1999-2003 | José María Reguera Benítez                                               | PSOE                |
| 2003-2007 | Francisco Javier Cabezas                                                 | Partido Andalucista |
| 2007-2011 | Francisco Javier Cabezas                                                 | Partido Andalucista |
| 2011-2015 | Manuel Toro Rincón                                                       | Partido Popular     |
| 2015-2019 | Isabel Gómez García                                                      | PSOE                |
| 2019-2023 | Isabel Gómez García                                                      | PSOE                |
| 2023-act. | Mario Casillas                                                           | Partido Popular     |

## Geografía humana

### Demografía
Ubrique cuenta con una población de 16 439 habitantes (INE 2024). El 49,14% de su población son hombres, mientras que las mujeres representan el 50,86%. El 97,85% de la población de Ubrique vive en los dos núcleos urbanos del municipio: Ubrique (núcleo) y Residencial Cerro Mulera. La población en diseminado es del 1,68%.
La edad media de la población del municipio es de 44,6 años. El porcentaje de menores de 20 años supone el 18,5% de la población, el 60,7% tiene entre 20 y 64 años, mientras que los mayores de 65 años representan el 20,8% de la población ubriqueña.

#### Evolución de la población
| Gráfica de evolución demográfica de Ubrique entre 1842 y 2021                                                       |
| |
| Población de derecho según los censos de población del INE Población de hecho según los censos de población del INE |

La reconquista cristiana supuso la práctica desaparición de la población en el municipio, reemplazada por población cristianas provenientes de otros lugares del Reino de Castilla. Tras la expulsión de los moriscos, 40 fueron las familias cristianas que se trasladaron hasta Ubrique entre 1501 y 1502. La población para el año 1502 era de unas 200 personas. A finales del siglo XVI la villa de Ubrique contaba con una población de unas 1 500 personas, debido al aumento demográfico que se había producido al acoger a la población proveniente de Archite, una desaparecida villa situada a unos 4 kilómetros.
En el censo de Aranda, realizado en 1769 por el párroco de Ubrique, la población del municipio era de 5 038 habitantes, siendo el 51,71% de la población varones y el 48,29% mujeres. El censo de Floridablanca, realizado en 1787, refleja una población de 4890 habitantes.
La población en el año 1842 era de 5 439 habitantes, manteniéndose de manera estable durante gran parte del siglo XIX. Ya en el último cuarto del siglo, Ubrique aumenta la población hasta sobrepasar los 7000 habitantes en 1887. Hasta la década de los años 50, la población de Ubrique se mantuvo en torno a los 7000 habitantes, produciéndose un aumento demográfico a partir de la década de los años 60.
En esta gráfica cedida por el Instituto Nacional de Estadística de España, se ve claramente y se ha de destacar el escalón demográfico que existe a lo largo de los años 60, 70, 80 y 90, donde el aumento de la población es considerable.
Este escalón de barras que se muestra en la gráfica, es fruto de la importancia de la industria de la piel en la economía local.
En la década de los sesenta, Ubrique comienza un camino de desarrollo industrial más elevado, a mayor escala en la producción de artículos de piel. Posteriormente ya en los años setenta este desarrollo es mayor a pesar de la crisis económica que sufrió esta década, que no pudo con este auge que empujaba Ubrique. Aunque sí se vio afectado por la crisis, de forma parcial y no total, viéndose afectadas algunas fábricas levemente, y en otras sin embargo más fuerte fue la sacudida. Pero como era tan rentable la gran producción de artículos de piel que ya existía en este pueblo, la crisis no pudo derrotar al sector de la piel. Por ello curiosamente se ve el aumento de población en Ubrique en los años sesenta y setenta. Siendo así que en Ubrique no sólo nacían más niños, sino que también eran cada vez más las familias de los pueblos de los alrededores que emigraban a Ubrique en busca de empleo y bienestar para sus familias, todo ello fruto de la industria de la piel en la localidad. Por ello, en el municipio existen muchas familias cuyos antecesores no pertenecen a Ubrique. 
Ya en los años ochenta y noventa se ve reflejado el asentamiento de esta población con un aumento demográfico, como consecuencia del desarrollo de la industria ubriqueña.
Actualmente el sector industrial de la marroquinería da empleo al 53% de la población activa.
Ubrique tuvo su pico de población en el año 1991, cuando alcanzó la cifra de 18 051 habitantes, comenzando una pérdida de población paulatina desde entonces. Entre los años 2012 y 2022 la variación de la población fue del -2,8%.

#### Inmigración
La población inmigrante en Ubrique en el año 2022 era de 332 personas, lo que suponía el 2,03% de la población del municipio, siendo un porcentaje de inmigración bajo. A pesar de esto, el número de extranjeros en Ubrique cuenta con una tendencia en alza. En el año 2003, el número de extranjeros era de 58 y en 2013 de 155.
El 48,80% de la población inmigrante son hombres, mientras que las mujeres representan el 51,20% de los inmigrantes. Por grupos de edad, el 19,58% de la población inmigrante tienen menos de 16 años, el 78,61% entre 16 y 64 años, mientras que la población inmigrante de mayores de 65 años era del 1,81%.
El 65,36% de la población inmigrante es procedente del continente americano, el 17,47% es de origen africano, el 9,64% es europeo, mientras que la población de origen asiático representa el 7,53% de la población extranjera. Por nacionalidades, la más representada son los peruanos, que representan el 24,7% de los inmigrantes, seguido de los colombianos (17,78%) y de marroquíes (16,27%).
| Continente | Países                                                                                                | Total por continentes |
| ---------- | --- | --------------------- |
| América    | Perú (82), Colombia (59), Venezuela (23), Argentina (18) República Dominicana (11), otros países (24) | 217                   |
| África     | Marruecos (54), otros países (4)                                                                      | 58                    |
| Europa     | Reino Unido (10), Italia (6), Rumanía (6), Francia (3), Alemania (3), otros países (4)                | 32                    |
| Asia       | China (15), Pakistán (6), otros países (4)                                                            | 25                    |
| Total      | | 332                   |

### Urbanismo

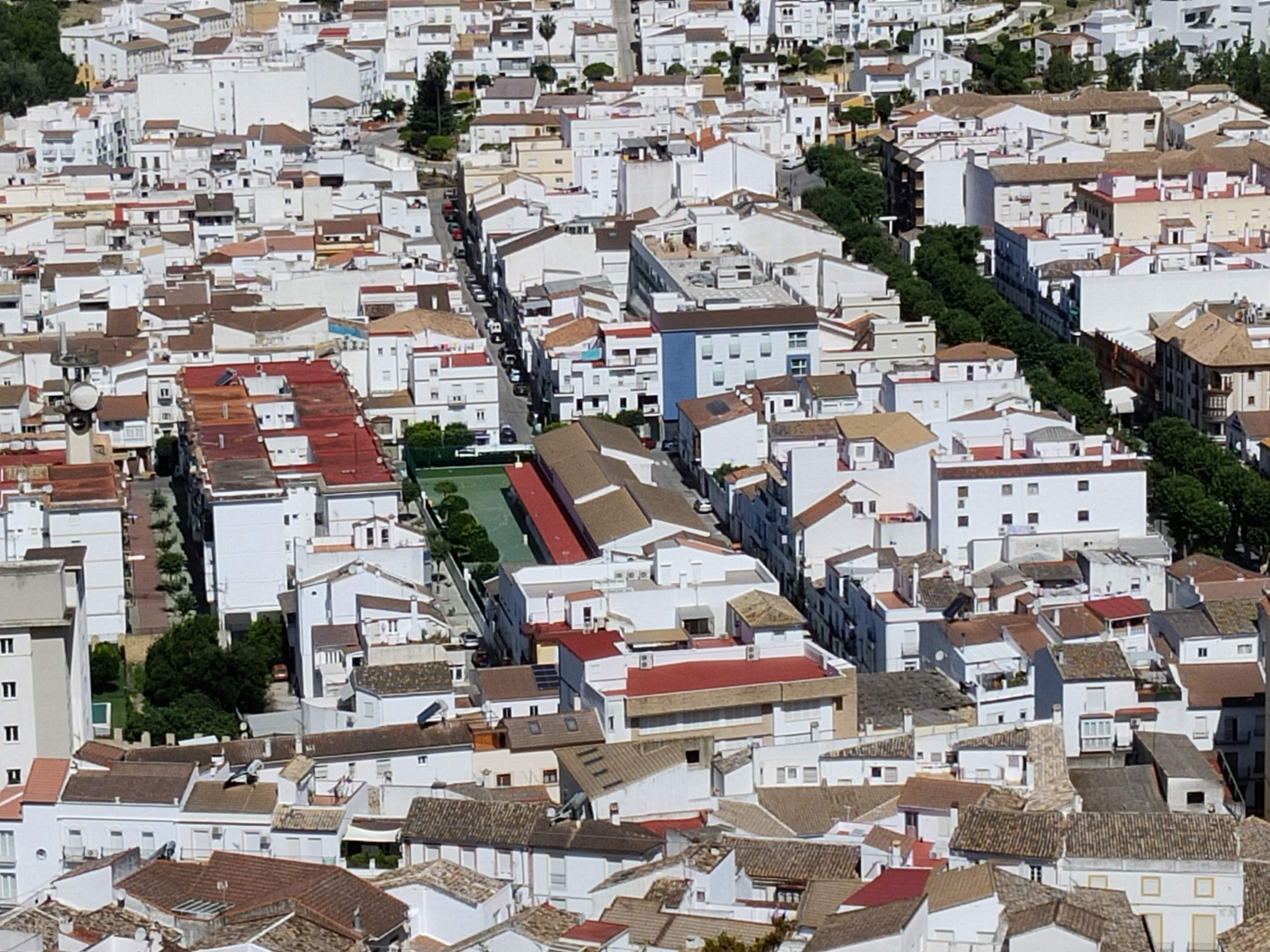
Expansión urbanística de Ubrique a partir de los años 60.

Ubicada en un valle protegido por montañas y con la presencia de un curso de agua abastecido por distintos manantiales, el actual núcleo urbano de Ubrique tuvo su origen en una pequeña alquería habitada por un centenar de personas durante la dominación musulmana. No fue hasta la reconquista cuando la repoblación de la zona comenzó a consolidar el núcleo de Ubrique. El primitivo núcleo urbano, que se ubicaba a los pies de la sierra, fue creciendo hacia el río y zonas más llanas, a través de las actuales calles de la Torre y calle Real, en cuyas inmediaciones se construiría la primera Parroquia de la localidad. En el siglo XVII se edifica la Ermita de San Sebastián y la de San Juan, así como el Conventos de los Capuchinos en el año 1666. Del siglo XVIII son las construcciones de la Ermita de San Antonio y del Calvario, mientras que la de San Pedro fue edificada en el año 1803. En estas fechas fueron levantadas la Casa Consistorial y la Cárcel. A finales del siglo XIX, se funda en las afueras de Ubrique el Cementerio de San Bartolomé.
Para comienzos del siglo XX, Ubrique se encontraba encorsetada entre la sierra, al este, y el río Ubrique, al oeste, habiéndose producido una pequeña expansión hacia el sur, a lo largo de la carretera de Cortes de la Frontera, donde se encontraba la Ermita de Jesús.
El crecimiento demográfico que se inicia en la década de los años 50, hace que se comiencen a desarrollar las primeras viviendas al oeste del río. En el año 1958 se crea la barriada 18 de julio, al sur de en las cercanías de la Ermita de Jesús, y poco a poco se van desarrollando nuevas zonas como el Algarrobal o el Caldereto. Sin embargo, la gran expansión urbanística se produjo entre el río Ubrique y el cementerio municipal a partir de los años 70, donde se crearon nuevas vías como Los Callejones, la Avenida de España o el Paseo de la Esperanza.  En los años 80 y 90 se crean nuevas barriadas al sur de Ubrique como La Ladera o Mirasierra, y se comienza a desarrollar un nuevo núcleo urbano llamado Cerro Mulera a lo largo de la carretera A-373, que se desarrollaría finalmente a comienzos del siglo XXI.

## Economía
Ubrique vive de su industria de la piel. La piel de Ubrique es reconocida internacionalmente en el sector de la marroquinería.
Actualmente está tan desarrollada la industria de la piel en Ubrique que fabrica para las marcas más importantes del mundo, por ejemplo Loewe, como consecuencia, un alto porcentaje de su producción se exporta. Este abastecimiento de la producción de artículos de piel a las marcas más importantes del mundo ha convertido a Ubrique en el pueblo de la serranía de Cádiz más actualizado en moda a nivel internacional. Al acabar la fabricación de sus artículos de piel, estos pasan a exhibirse en las pasarelas de moda con más peso del mundo.

### Actividades económicas
En el año 2023, la principal actividad económica de Ubrique era la industria manufacturera, seguida muy de cerca por el comercio. Tras ello, la construcción y la hostelería son la tercera y cuarta actividad más destacada.

#### Agricultura y ganadería
La superficie agrícola utilizada en el término municipal de Ubrique es de 3.758,99 hectáreas, de las cuales el 85,7% se corresponde con pastos permanentes. La tierra arable supone el 8,99% de la superficie agrícola. Existen 19 explotaciones de cultivos leñosos, que corresponden a 186,54 ha, siendo el olivar de aceituna de aceite el cultivo leñoso de secano más destacado, mientras que el naranjo es el cultivo leñoso de regadío más representativo. Los cultivos herbáceos no cuentan con una especial importancia dentro de la agricultura ubriqueña, siendo el cultivo de alcachofa el que cuenta con más superficie. La superficie de huertos para consumo propio es de 0,28 hectáreas.
Con respecto a la ganadería, según el censo agrario de 2020, el principal tipo de ganadería es ovina y caprina, con 30 explotaciones ganaderas y 3 183 cabezas de ganados, lo que supone 318,30 unidades ganaderas totales. Las explotaciones de bovinos corresponden a 28, con 1 196 cabezas de ganados y 827,5 unidades ganaderas totales, por su parte, la ganadería porcina contaba con 18 explotaciones, 809 cabezas de ganados y 253,05 unidades ganaderas totales. Ubrique contaba con 10 explotaciones ganaderas de aves de corral, con 1 285 cabezas y 17,83 unidades ganaderas totales.

#### Industria y comercio
La producción y comercialización de productos de pieles es la base fundamental de la economía ubriqueña, siendo la industria manufacturera y el comercio al por mayor y al por menor las dos actividades económicas principales en el municipio.
Ubrique es reconocido internacionalmente por su producción artesanal de marroquinería de alta calidad, abasteciendo a numerosas firmas de moda de lujo. 

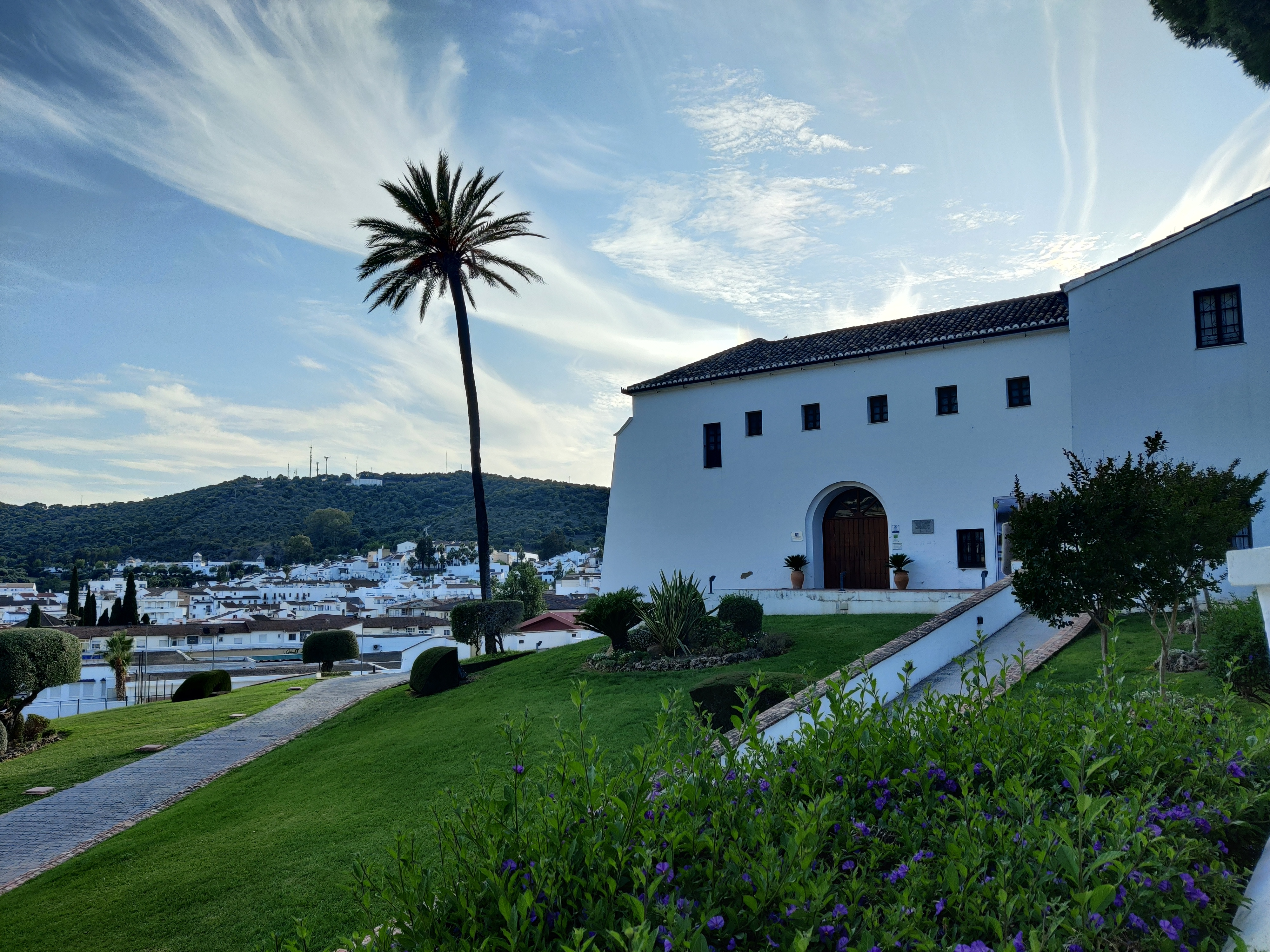
Museo de la piel de Ubrique.

A pesar de que desde los años 70 no se realiza en Ubrique, la curtiduría fue una industria fundamental antaño en el municipio. Diversos factores de índole histórico, climatológico y geográfico condicionaron la aparición del arte de curtir pieles en la localidad. La abundancia de agua que hay en la Sierra de Grazalema, fundamental para curtir pieles, y la gran cantidad de cal que los ríos transportan, provenientes de la piedra caliza, favoreció dicha industria. Por otro lado, la abundancia de animales y de caza hacía que la obtención de la piel fuera fácil. Además, los alcornoques del Parque natural de los Alcornocales producen una resina llamada tanino muy buen para curtir las pieles.
A mitad del siglo XVIII ya hay constancia de marroquinería en Ubrique. Los primeros productos que se realizaron fueron suelas de zapatos, además de las fundas de cuero para los pasaportes, con lo que se alcanzó en la década de los años 40 y 50 el comercio a una gran parte de los países del mundo. Poco a poco, los productos fueron diversificándose, creando precisos (una pequeña cartera donde los hombres del campo metían las herramientas precisas para encender fuego), petacas para llevar tabaco, pureras, monederos o fundas de gafas. Del comercio local, los distintos productos comenzaron a ser vendidos fuera de la localidad gracias a la labor de los comerciantes ubriqueños, que, desde Jerez de la Frontera, realizaban rutas comerciales en tren por el resto de España vendiendo productos de marroquinería. Además, la llegada a Ubrique en los años 60 de las matuteras o estraperlistas que comerciaban productos de Gibraltar, hizo que se usaran bolsos de pieles como trueque. La llegada de los comerciantes ubriqueños a Francia, supuso la internalización de los productos de marroquinería, especialmente los bolsos, lo que creó un auge de la industria de pieles en la localidad gracias al acuerdo con grandes marcas de la moda para la producción de sus bolsos.
Hoy en día, en Ubrique, se realizan bolsos para más de 100 firmas de lujo, entra las que destacan marcas como Dior, Loewe, Carolina Herrera, Palomo Spain o Chanel. Se estima que la producción de bolsos y su venta supone más del 55% de la economía del municipio, siendo aproximadamente el 70% de sus habitantes los que viven de la piel, dando más de 3 500 empleos directos y 2 500 indirectos en Ubrique y pueblos de alrededor.

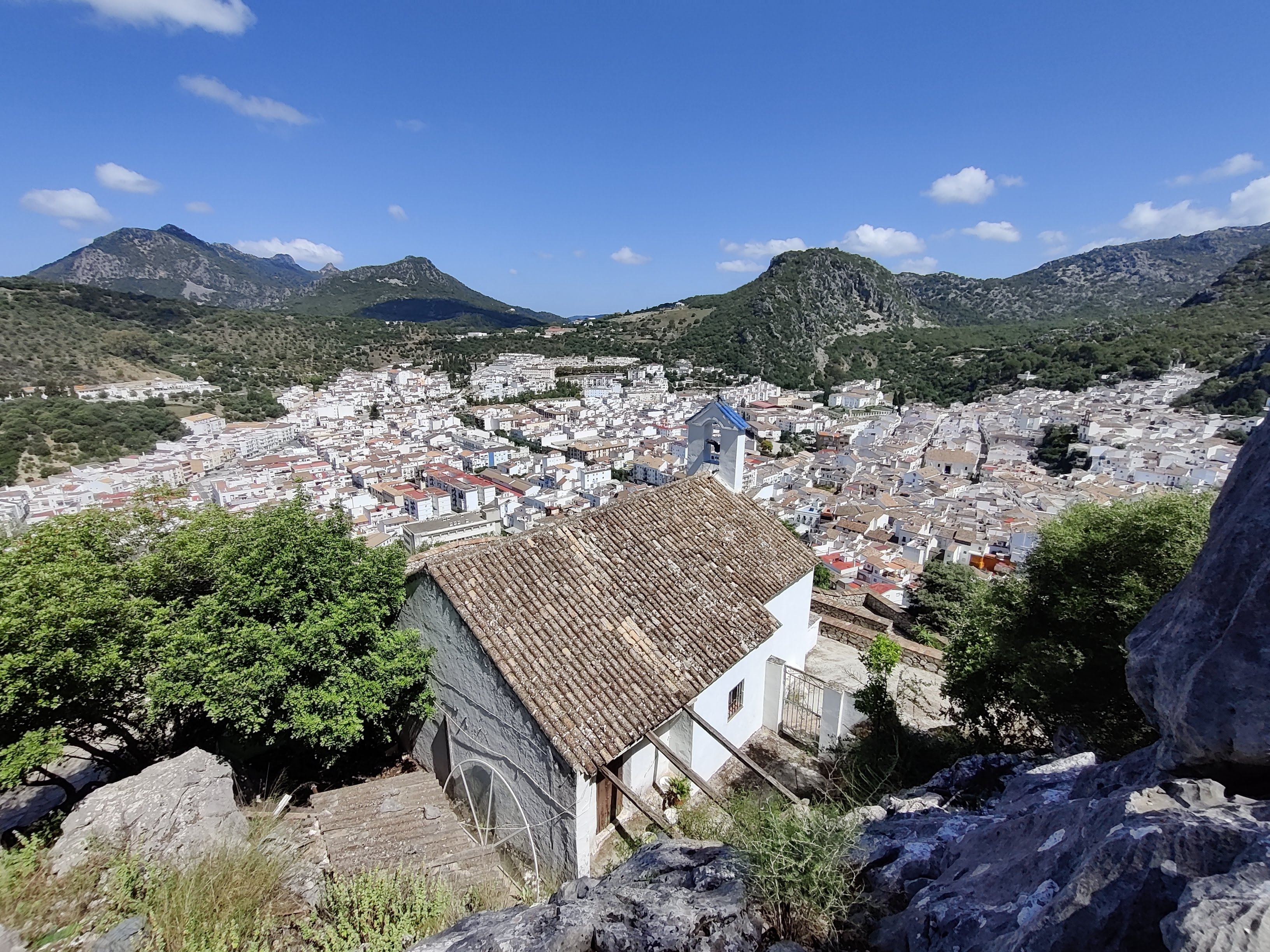
Vista de Ubrique desde la montaña.

#### Turismo
Su situación entre dos parques naturales, y su pertenencia a la ruta de los pueblos blancos, además de su belleza y riqueza monumental hace de Ubrique uno de los municipios más visitados de la Sierra de Grazalema. El número de turistas en el año 2024 fue de 32 416 personas, lo que suponía un 2% más que en 2023. Los turistas de origen nacional suponían el 90%, unos 29 176 personas. El 33,7% de los turistas internacionales procedían de Francia.

### Datos macroeconómicos
Ubrique contaba en el año 2023 con 1 282 establecimientos económicos, de los cuales el 52,73% no contaban con asalariados, el 33,78% tenían entre 1 y 5 asalariados, el 8,90% entre 6 y 19 asalariados y el 4,6% contaban con más de 20 asalariados, un total de 59 empresas.
La tasa municipal de desempleo en 2023 era de 18,5%. En 2024, el 61,33% de los parados eran mujeres, mientras que los hombres registraban el 38,67% de paro. El número de parados extranjeros correspondía a 42. De los 4 646 contratos en el año 2024, el 55,69% eran de mujeres y el 44,32% hombres. El 32,59% eran contratos indefinidos y el 67,41% contratos temporales. El número de contratos de extranjeros era de 440.
La renta bruta media del municipio en 2022 era de 21 628€ y la renta disponible media de 18 248€.

### Evolución de la deuda viva municipal
El concepto de deuda viva contempla sólo las deudas con cajas y bancos relativas a créditos financieros, valores de renta fija y préstamos o créditos transferidos a terceros, excluyéndose, por tanto, la deuda comercial.
| Gráfica de evolución de la deuda viva del Ayuntamiento de Ubrique entre 2008 y 2023                |
| |
| Deuda viva del Ayuntamiento de Ubrique, en miles de euros, según datos del Ministerio de Hacienda. |

## Patrimonio

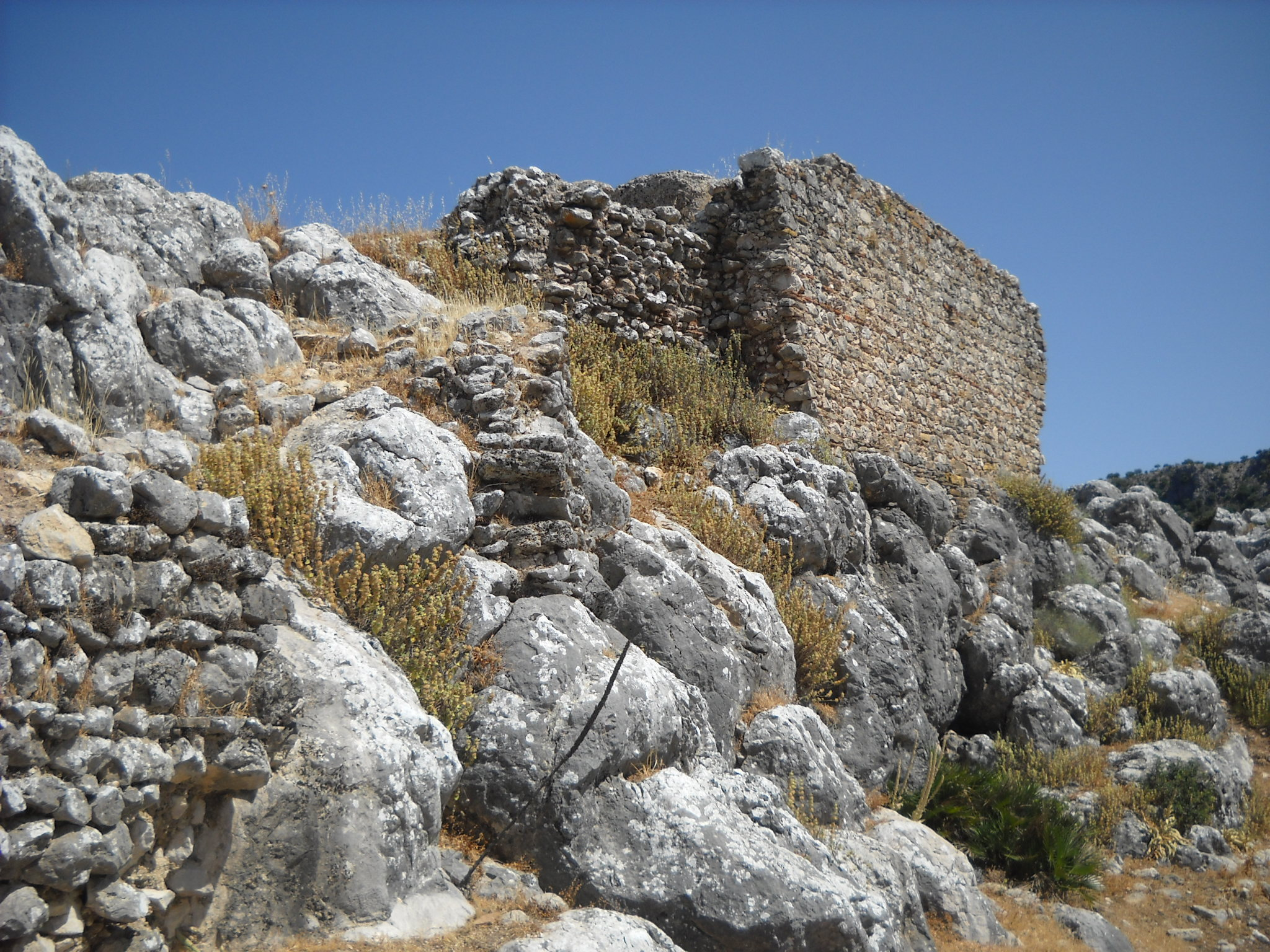
Castillo de Fátima

- Ocuri, ruinas romanas del siglo II.
- Castillo de Fátima, siglos XII-XIII: Se encuentra en el flanco sur de la sierra de la Silla. Se configuraba como un fuerte bastión defensivo que ejercía el control en el paso occidental al valle del río Ubrique. Fue una posición estratégica por cuya posesión se enfrentaron musulmanes y cristianos, pasando de unos a otros sucesivamente, hasta que a finales del siglo XV empezó a ser propiedad de los duques de Arcos. Lo que queda de este monumento evidencia con exhaustividad que nos encontramos ante una fortaleza de la época de la dominación árabe, razón por la que podríamos fecharla en torno a los siglos XII y XIII. Presenta un manifiesto deterioro y en sus técnicas constructivas visualizamos una cierta diversidad corno lo manifiestan los restos de sus torres defensivas y sus aljibes.
- Caserío de la zona alta, siglos XVII-XIX.
- Fuente de los Nueve Caños, de origen romano.

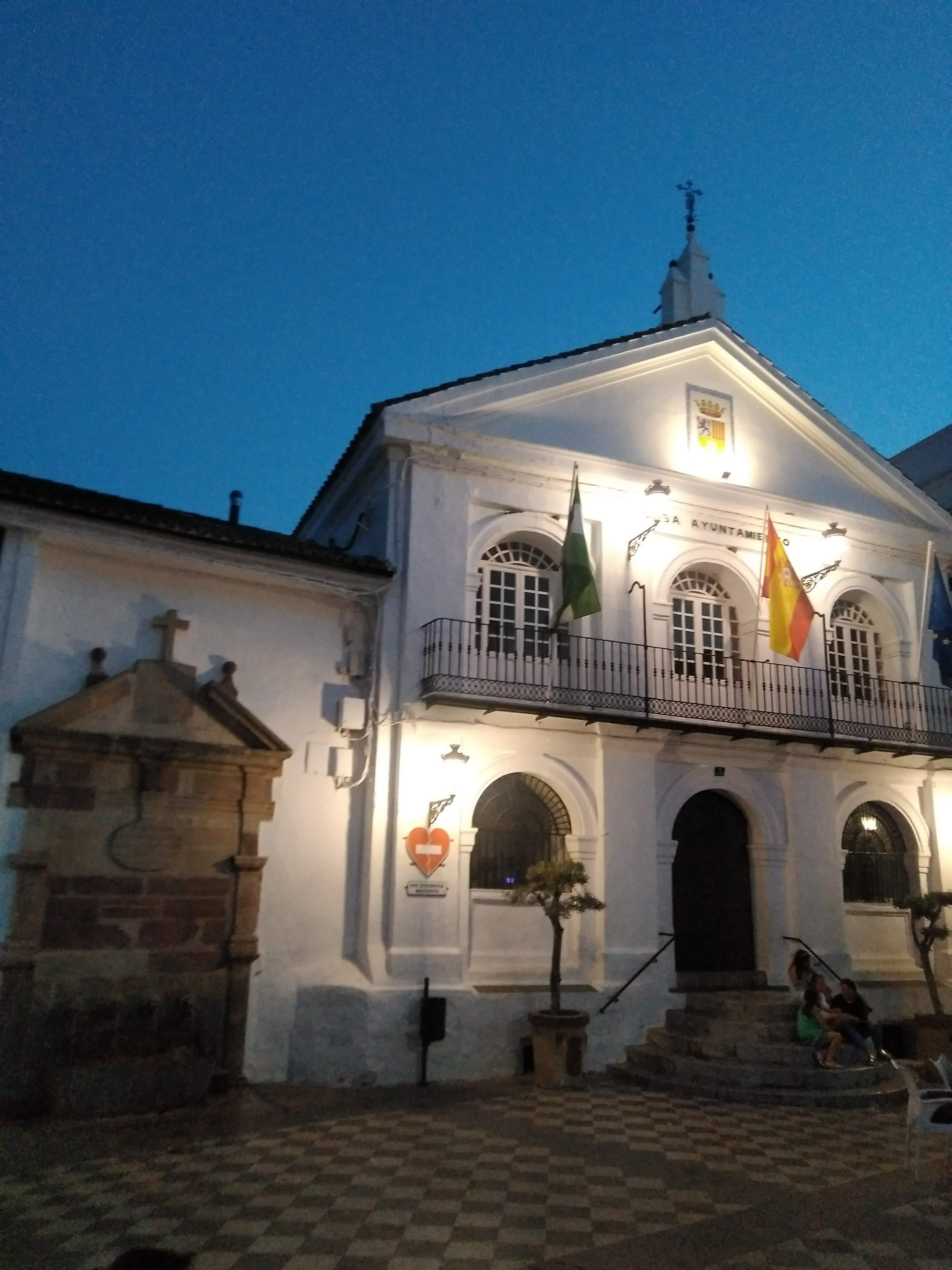
Ayuntamiento y Fuente de la Plaza.

- Ayuntamiento y Fuente de la Plaza.Casa consistorial. La casa consistorial es un buen exponente de la arquitectura civil neoclásica de la primera mitad del siglo XIX. Su fachada se integra en la superposición de dos figuras geométricas puras: un cuadrado coronado por un triángulo, y los elementos arquitectónicos que la articulan son pilastras, entablamentos, vanos de medio punto, que son esenciales del clasicismo que reina en este estilo decimonónico.
- Casa Dintel. El origen de la Casa Dintel se remonta al siglo XVI. Fue adquirida por un confitero de origen italiano, el cual hizo del dintel una pequeña obra maestra. Se encuentra compuesta por pequeños azulejos que forman un mosaico, representando una pequeña escena de la ópera italiana “Dulce Amore”.
- Casa Solariega. La construcción data de 1925. Está ubicada en el marco de las casas que encuadran el casco antiguo, concretamente en la plaza del Ayuntamiento. La peculiaridad de este edificio se encuentra en su fachada, en la que destacan los murales con representaciones de mitología romana y motivos florales.
- Edificio ABC (Santa María). El edificio es conocido popularmente con el nombre de Santamaría en honor a un emprendedor manchego que llegó a Ubrique en el año 1916 y creó en 1931 en este edificio una de las más importantes fábricas de piel. Santamaría se considera el pionero de la comercialización marroquinera en Ubrique. La fábrica ocupó en aquella época la fachada central, que además está flanqueada por dos viviendas singulares. De éstas destacan los murales de los patrones de Ubrique, a la derecha San Sebastián y a la izquierda la Virgen de los Remedios. El atractivo fundamental de este edificio señorial es que está ricamente adornado por azulejos de cerámica, con representaciones florales y geométricas. A la vista se hacen presentes sus jardines, donde sobresale una fuente central y bancos cuyos azulejos están adornados con flores, escudos, animales, secuencias del Quijote y cuadros de Goya.
- La Fuente de la Plaza. Es un monumento que enmarca cuatro surtidores de agua. Se encuentra conformado por una base flanqueada por pilastras toscanas, cuerpo amparado entre pilastras superpuestas entre las que aparece la siguiente inscripción: “A ESPENSAS DE ESTA VILLA SE HIZO ESTA OBRA SIENDO CORREGIDOR EL SR. D. FERNANDO MÁRQUEZ BARREÑO. AÑO 1727″. Presenta un frontón triangular roto con cruz y pináculos esféricos.
- El Rodezno.
- La Calzada Romana.
- Las Tres Cruces. Desde la entrada del pueblo, se puede apreciar una cruz peculiar localizada en el tajo de la sierra, que junto a otras dos, Viñuela y del Benalfí, forman los símbolos de una antigua leyenda popular.

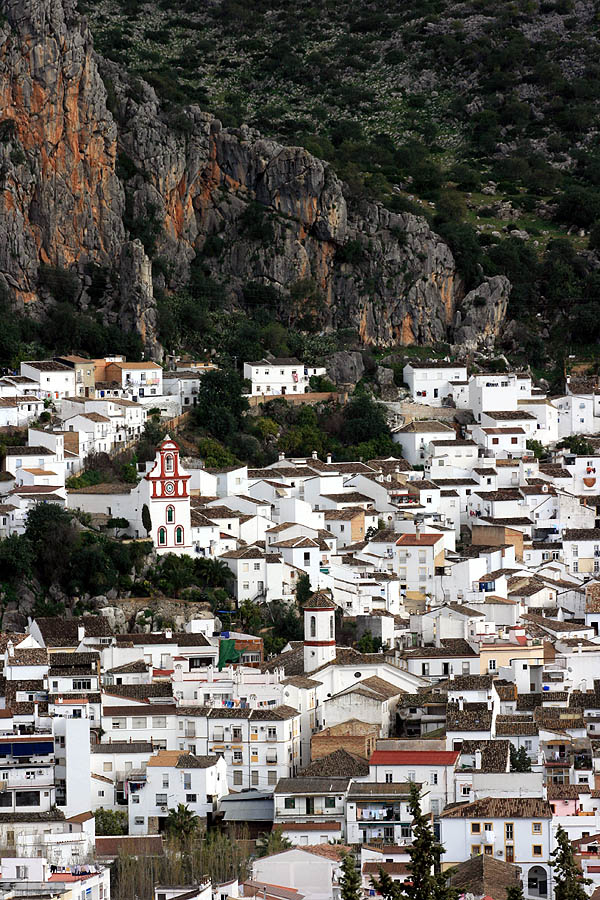
Casco antiguo de Ubrique.

- Casco antiguo de Ubrique.Casco histórico. El casco histórico de Ubrique se localiza en la zona alta entre los siglos XVI y XVIII, comenzando una expansión hacia las zonas bajas en el siglo XIX que dará lugar al Ubrique moderno. Las casas originales participan de la típica tipología serrana, con muros de mampostería, cubierta a dos aguas de tejas, con puertas y ventanas rectangulares o rebajadas, y balcones o pequeñas ventanas en los cuerpos superiores. Como ocurre en otras localidades serranas, algunas de ellas se ubican sobre la propia roca caliza que las circunda.
- Peñón de la Becerra. Ubicado en el casco antiguo. Enseña el modo en el que los ancestros de los ubriqueños adaptaron el terreno empedrado a la construcción de las primitivas viviendas en las que habitaron.

### Edificios religiosos

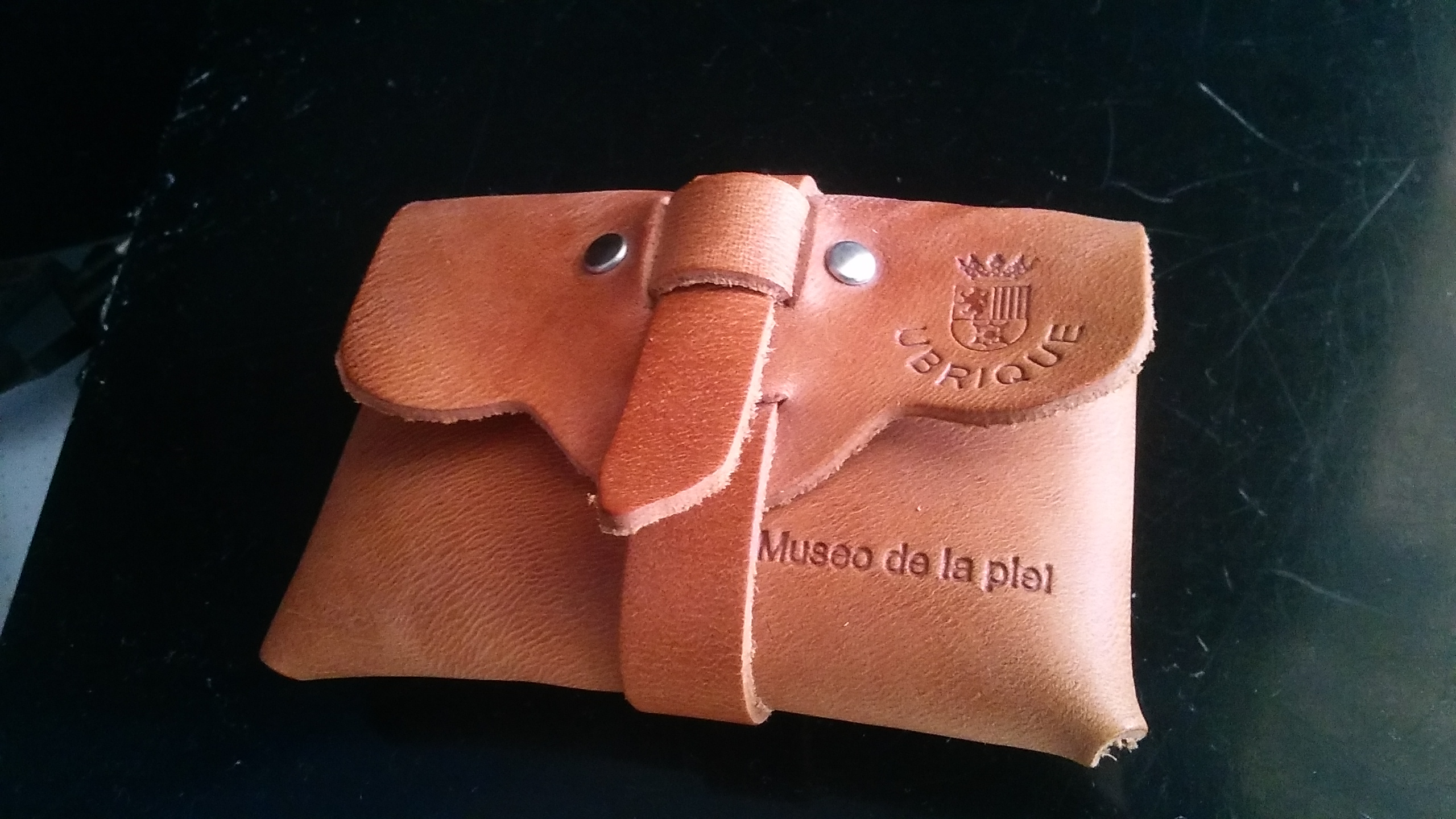
Recuerdo del Museo de la Piel de Ubrique

- Convento de Capuchinos, siglo XVII. Actualmente alberga la sede del Museo de la Piel de Ubrique. Presenta las dependencias propias del monasterio barroco (portería, iglesia y convento) y en su interior la iglesia consta de una sola nave de planta de cajón cubierta por bóveda de cañón y cúpula semiesférica en el presbiterio. El retablo mayor se encuentra presidido por la venerada imagen de Ntra. Señora de los Remedios, Excelsa Patrona de Ubrique, datada a principios del siglo XVII y de gran devoción y cariño en la localidad. A ambos lados se encuentran las imágenes de San Rafael Arcángel y Santa Teresa de Jesús, situándose en la parte alta del retablo mayor la imagen del Beato Fray Diego José de Cádiz y dos pinturas que representan a San Miguel Árcangel y a La Piedad, ambas del siglo XVIII. También se encuentran en su interior la imagen del Sagrado Corazón de Jesús, presidiendo un pequeño altar en el presbiterio, la Inmaculada Concepción, situada en una pequeña capilla y las imágenes del Stmo. Cristo del Perdón, Jesús en su Entrada Triunfal en Jerusalén, San Francisco de Asís y Jesús Resucitado en sus respectivos retablos. En el exterior la fachada está presidida por un atrio con tres arcos de medio punto, ventana coral y frontón triangular con óculo en el tímpano. En el atrio se puede contemplar un retablo cerámico de elevadas dimensiones donde se representa al Beato Fray Diego José de Cádiz junto a la devotísima imagen de Ntro. Padre Jesús del Gran Poder de Sevilla. Junto a la puerta de entrada se encuentra un retablo cerámico donde se representa a Ntra. Señora de los Remedios.

- Iglesia de Jesús Nazareno, siglos XVI-XVIII. En su origen estuvo dedicado a San Sebastián, Patrón de Ubrique, y ocupaba el centro del entonces cementerio de la población, siendo además la sede canónica de las antiguas organizaciones gremiales de la localidad. En cuanto a su arquitectura: se compone de una nave central con dos pequeñas naves laterales adosadas a ambos lados. El retablo mayor se encuentra presidido por la imagen de Ntro. Padre Jesús Nazareno(1940), mientras que el retablo de la nave lateral izquierda se encuentra presidido por la imagen de María Santísima de la Estrella(1960), siendo estas dos imágenes titulares de la Real Hermandad de Ntro. Padre Jesús Nazareno, establecida canónicamente en esta iglesia. En su interior también se encuentran la imagen de San Isidro Labrador, de gran valor artístico datada en 1943, así como la imagen del Dulce Nombre de Jesús datada en el siglo XVIII.

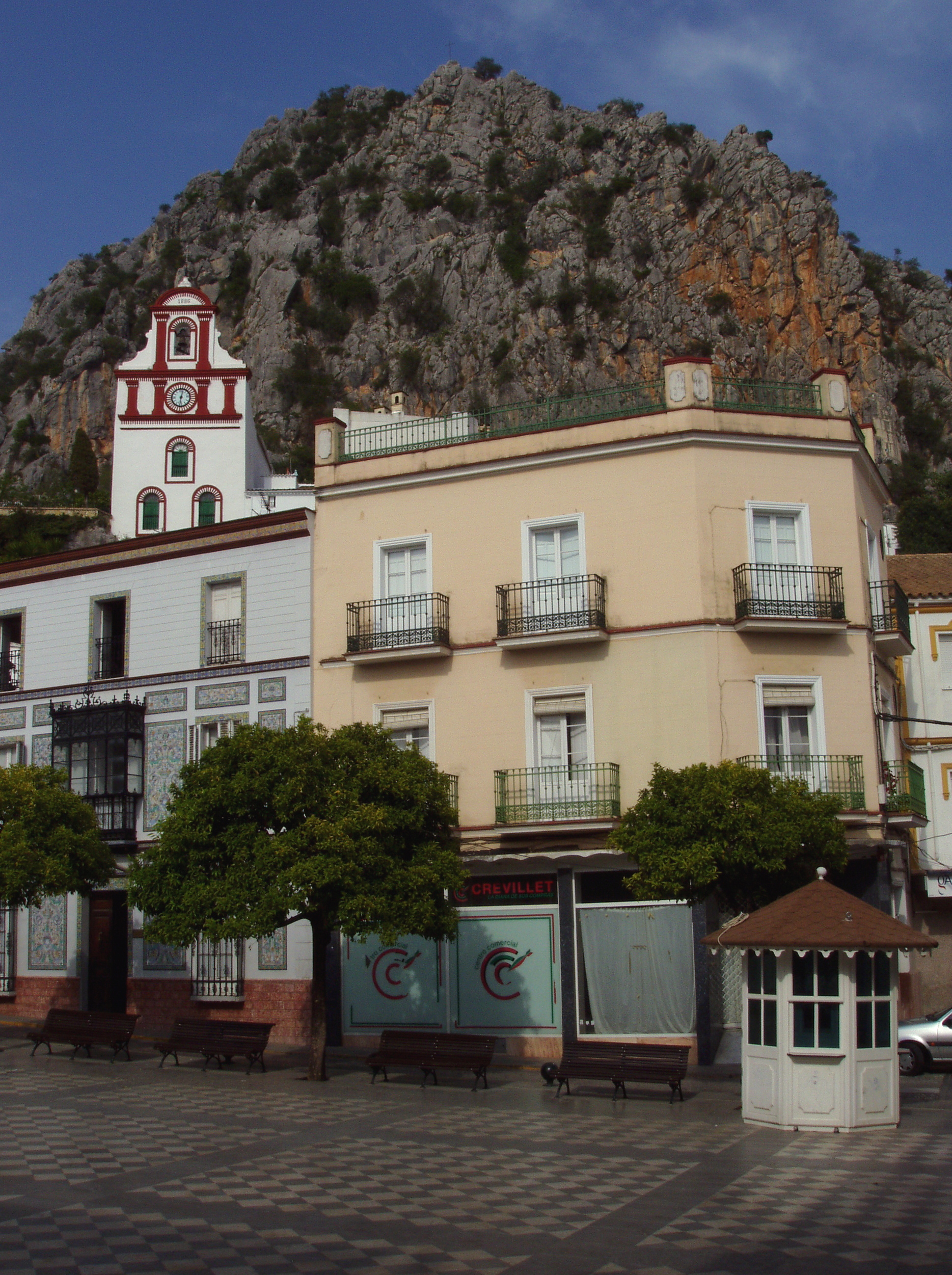
Ermita de San Antonio vista desde la Plaza.

- Ermita de San Antonio vista desde la Plaza.Iglesia de San Antonio, siglos XVI-XIX. En su origen fue una ermita y posteriormente, con la reforma llevada a cabo en el siglo XVII, desempeñó la función de templo parroquial. En cuanto a su arquitectura, presenta una sola nave cubierta por bóveda de cañón y de media naranja en la cabecera. En su exterior, su espadaña es un referente estilístico y monumental, hasta convertirse en un emblema y símbolo de Ubrique. Dicha espadaña consta de una amplia base cuadrada en la que aparecen tres vanos de medio punto y dos cuerpos superiores articulados por pilastras, el primero con el reloj y el segundo con el cuerpo de la campana coronado por un frontón curvo. Su retablo mayor, se encuentra presidido por la imagen de San Antonio de Padua, obra de Francisco Buiza, de gran valor artístico y con un rico estofado al temple en la policromía del hábito, y las imágenes de San Juan Evangelista y del Inmaculado Corazón de María ambos lados. En el presbiterio encontramos un pequeño altar donde se venera la imagen de San Nicolás de Bari, de pequeñas dimensiones y que cuenta con una gran devoción entre los feligreses. Ya en la nave central, encotramos dos hornacinas a su izquierda y derecha. La hornacina situada en el lado izquierdo se encuentra presidida por la imagen del Stmo. Cristo Yacente, mientas que en la hornacina del lado derecho se encuentra la imagen de Ntra. Señora de la Medalla Milagrosa.

- Iglesia de San Juan de Letrán, siglos XVI-XIX. Su construcción se inició en el siglo XVI. Posee una planta de forma rotonda. Su fachada principal cuenta con pares de pilastras jónicas, con vanos en los espacios existentes entre los soportes y gran arco toral que cobija la portada principal; está inspirada en el modelo albertino de San Andrés de Mantua.

- Iglesia de San Pedro, siglos XVIII-XIX. Construida por el arquitecto ubriqueño Miguel de Olivares Guerrero. Se trata de uno de los ejemplos más destacados de la arquitectura neoclásica de la sierra de Cádiz. En la fachada principal, se observa un cuerpo simétrico y proporcionado, con la puerta central enmarcada por pilastras pareadas. Su cúpula, sostenida por cuatro pilastras, alberga más de 600 estrellas, flores y otros adornos. Destacan también los escudos de Cristo Rey, la iglesia, San Pedro y la Virgen sobre las pechinas de la cúpula.

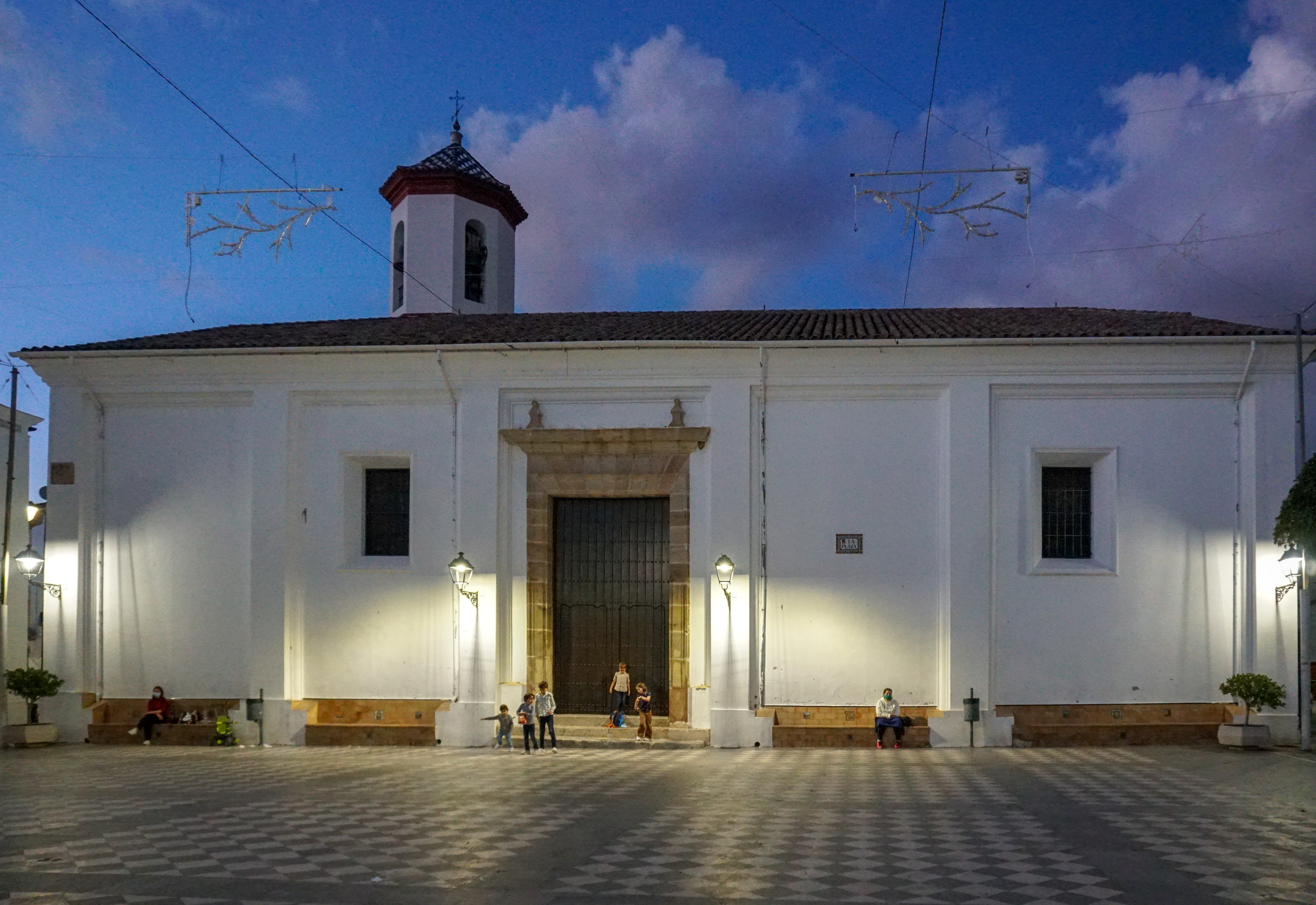
Parroquia de Nuestra Señora de la O.

- Parroquia de Nuestra Señora de la O.Iglesia parroquial de Nuestra Señora de la O. No se sabe con exactitud la fecha de su construcción, aunque labores de investigación nos dicen: ".. cien años después de construida..., se llevaron a cabo unas importantes obras de restauración dirigidas por Pedro Díaz de Palacio, muerto en 1636". De planta basilical, consta de tres naves longitudinales, separadas por robustas columnas toscanas y arcos de medio punto. La nave central presenta una cubierta con bóveda de cañón y de aristas en las naves laterales. Las tres naves terminan en tres capillas cubiertas por cúpulas semiesféricas sobre pechinas, decoradas con pinturas murales comunicadas entre sí. En la cúpula central destaca una pintura de la Sagrada Familia, estando representados los doce Apóstoles en las cúpulas laterales. En cuanto a las capillas, la nave central es presidida en su retablo mayor por la imagen de un Crucificado de bellas facciones y estilizada anatomía, obra de Castillo Latrucci. La nave lateral derecha es presidida en su retablo de la capilla sacramental por la valiosa imagen de Ntra. Señora de la O, obra de Jerónimo Hernández realizada en 1575. Situándose junto a la puerta que da acceso a la plaza del Ayuntamiento, encontramos a su izquierda en un bello retablo de tonalidades suaves las imágenes titulares de la Hermandad de Ntro. Padre Jesús Cautivo. Seguida encontramos en una pequeña hornacina la imagen de Santa Ángela de la Cruz. Le sigue una sencilla hornacina con la imagen de Ntra. Señora del Rosario. Frente a esta se encuentra la bella pila bautismal de mármol. La nave lateral izquierda acoge en su retablo central la imagen de Ntra. Sra. del Carmen. Le sigue una hornacina con la imagen de San Sebastián, patrón de la localidad. Justo debajo la hornacina del patrón encontramos una pequeña hornacina con las reliquias del Santo.

Anexa a esta nave encontramos en sus respectivos retablos las imágenes de San José, San Vicente de Paúl, Ntra. Señora del Pilar, Santa Rita de Casia, El Sagrado Corazón de Jesús y Ntra Sra de los Dolores atribuida al imaginero sevillano Juan de Astorga (1812). En la capilla del Sagrario se sitúa una pintura de la Inmaculada Concepción. Destaca el bello y espléndido Sagrario de orfebrería plateada. Al lado de la puerta que da acceso al coro encontramos un retablo con la imagen de la Virgen de Fátima. En el exterior, la fachada es sencilla, situándose la portada principal en el muro que da a la plaza del Ayuntamiento. Destaca su torre campanario, de planta ochavada y coronada por un chapitel apiramidado.
- Ermita del Calvario, siglo XVIII. Erigida por el capuchino Fray Buenaventura de Ubrique hacia 1700, este templo de pequeñas dimensiones se tenía como última estación del vía crucis que partía de la iglesia de San Antonio. En su interior se venera a la imagen de un Crucificado. En 1801 fue ampliada. Del exterior destaca la sencillez de su fachada estando presidida por un campanario triangular cuya campana data de 1966, con el nombre de Santa María de los Ángeles.

- Capilla de la residencia de ancianos. Es una capilla pequeña donde están presentes las Hnas. Terciarias Franciscanas del Rebaño de María. El presbiterio se encuentra presidido por la imagen de la Divina Pastora y en el fondo una bella vidriera que representa el "Cántico de las criaturas" de San Francisco de Asís.

## Leyendas
Las leyendas más conocidas del pueblo de Ubrique son las que se proceden a exponer a continuación:

### Leyenda de las Tres Cruces
Cuenta la leyenda que en la primera mitad del siglo XVIII, hubo una noche de tormenta en la que todo el pueblo estaba temeroso porque creía que las piedras de las sierras que rodean Ubrique podrían desprenderse y caer sobre el pueblo. Por esta razón, acudieron al Padre Buenaventura, el cual oró para que la tormenta y la lluvia cesaran.Tras aquella noche, el Padre Buenaventura colocó tres cruces en tres picos de Ubrique: Benalfí, el Tajo y la Viñuela, y las bendijo a fin de que protegiesen al pueblo de tormentas como la anterior. Dice la leyenda, el día en que esas tres cruces cayeran, el pueblo ubriqueño quedaría sepultado por las rocas. En la actualidad, únicamente permanece en pie una de las tres cruces, la denominada Cruz del Tajo. La existencia de estas tres cruces queda demostrada en una letra flamenca de aquella época, que nos desvelaba que:
```
Ubrique tiene tres cruces
Encima de sus montañas,
Tres manantiales grandiosos
Que brotan de sus entrañas…
```

### Leyenda de la Virgen de los Remedios

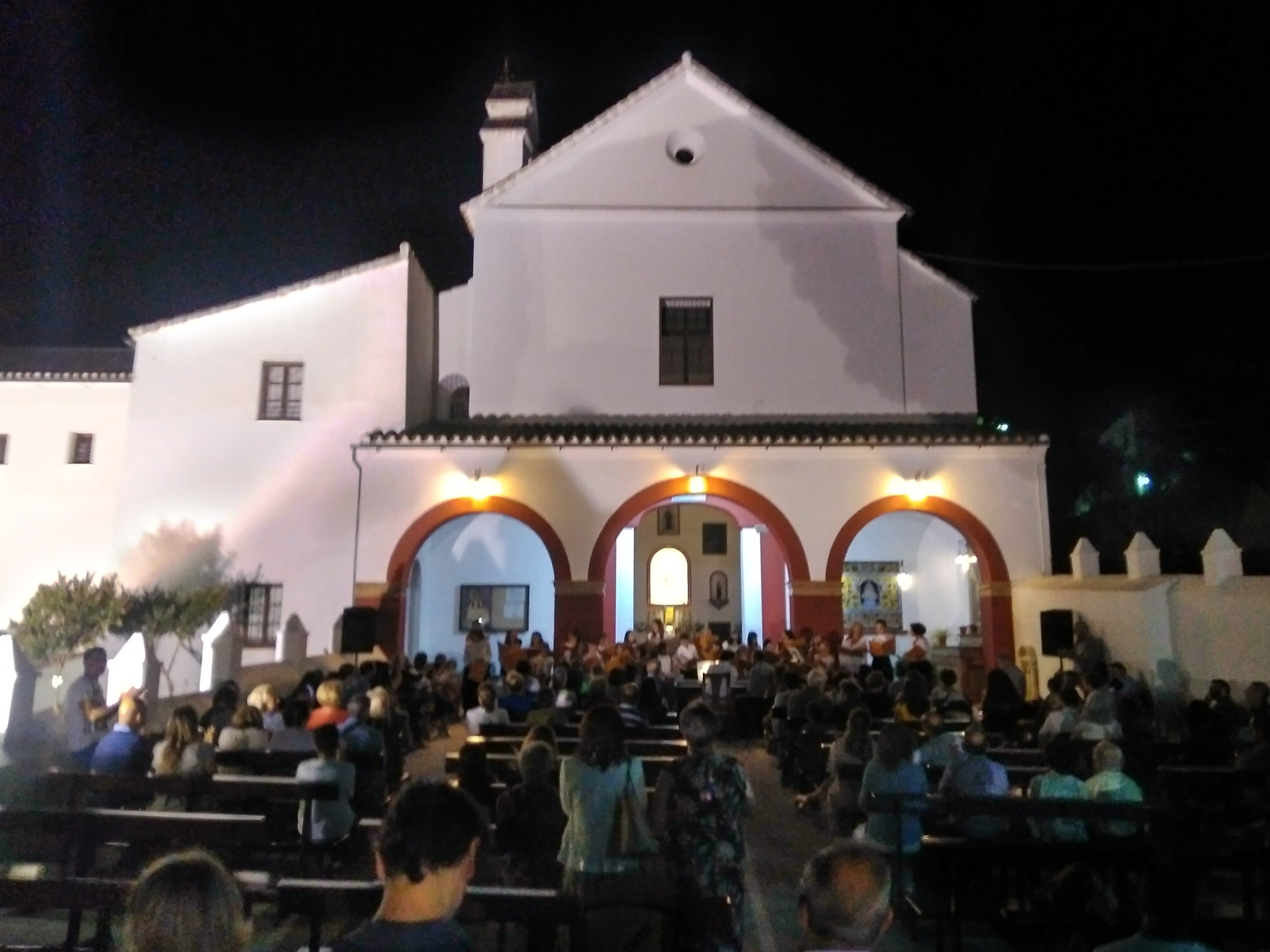
Concierto del Corpus Cristi en Convento de Capuchinos (Ubrique, España)

Según cuenta la leyenda, hace muchos siglos atrás, vivió un pastor con sus ovejas en el campo junto al “Cerro del Rodeo”. El pastor conocía un pozo ubicado en esta zona, y por este motivo decidió ir a por agua. Al llegar, se sorprendió al ver una muñeca en el fondo. Logró sacarla y la metió en su zurrón para regalársela a su hija al regresar al pueblo. Pero al llegar a su hogar, se dio cuenta de que la muñeca no estaba en el zurrón.
Al día siguiente regresó de nuevo al pozo y encontró la muñeca de nuevo en el pozo. Sin embargo, esta vez la guardó en la manga de su camisa haciéndole un nudo por el agujero, pero tampoco funcionó y de nuevo la muñeca desapareció al regresar a casa.
De nuevo, la halló en el mismo lugar y esta vez hizo dos nudos, uno arriba y otro abajo, aunque tampoco funcionó. Tres veces más sucedió lo mismo, de modo que decidió ir a hablarle de asunto al cura del pueblo. El cura descubrió que debía ser obra de la Virgen y decidió construir una ermita en lo más alto del “Cerro del Rodeo”, en un lugar muy cercano al pozo. Tras empezar a hacer la ermita, se percataron de que cada día encontraban destruido el doble de lo construido, lo cual les dio a entender que aquel lugar no era del agrado de la Virgen. Por este motivo, fueron cambiando de lugar hasta hallar aquel en el que aparecía construido el doble de lo que llevaban construido, y entendieron esto como una señal de aprobación de la Virgen. Allí se encuentra aún hoy en la actualidad la ermita de la Virgen de los Remedios.

## Fiestas

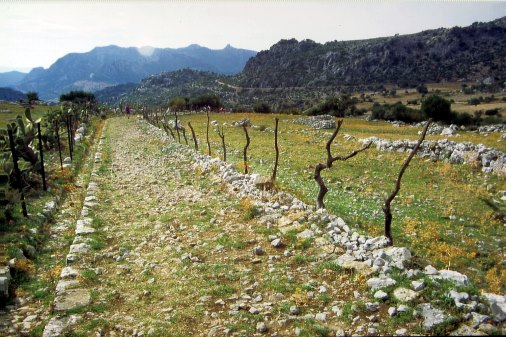
Calzada romana a Benaocaz

Entre las fiestas más destacadas de Ubrique podemos destacar las que se proceden a exponer a continuación:
- Cabalgata de Reyes: celebrada en la tarde del 5 de enero y compuesta por 14 carrozas, bandas de música y desfile de bailarinas. El recorrido finaliza en la Plaza del Ayuntamiento, desde cuyos balcones los Reyes Magos lanzan cientos de regalos.
- Carnavales en el mes de febrero incluyen la chorizá[39] Durante casi un mes, la localidad celebra distintos eventos en los que se combina la música carnavalesca y la gastronomía local. El inicio oficial del Carnaval lo marca el pregón, celebrado en la plaza principal. El municipio celebra un concurso de agrupaciones, además de distintos eventos gastronómicos en diferentes barriadas de Ubrique, como son la "tortillá", la "jamoná" la "chicharroná" o la "chorizá. Entre los actos se incluyen el pasacalles de Carnaval y el concurso de disfraces.[40]
- El entierro de la Patacabra. Último domingo de Carnaval. Se celebra el cuarto fin de semana de carnaval y supone la finalización del mismo con la quema de la "patacabra" y un castillo de fuegos artificiales.
- Día de los Gamones. 3 de mayo. También conocida como la fiesta de las "Cruces de Mayo" o "Crujía de Gamones". Fiesta declarada de Interés Turístico de Andalucía. Los gamones son una planta de tallo largo y raíz gruesa, la cual se calienta en hogueras para luego golpearlas contra el suelo, produciéndose un estruendo similar al sonido de un petardo. Esta tradición, que tenía como origen ahuyentar a los lobos de la sierra, se sigue manteniendo esta festividad, creándose candelas a lo largo de todas las barriadas. Se celebra con motivo de las Cruces de Mayo.[41]
- Romería en honor a San Isidro. Último domingo de abril. Jornada de romería en la que la imagen de San Isidro Labrador es llevada en una carreta tirada por bueyes hasta el Parque Periurbano del Trasvase Guadiaro-Majaceite, donde se produce una convivencia entre los romeros llegados a pie, a caballo o en carros. En este lugar se realizan distintas actividades como carreras de cinta. Con anterioridad, la romería se realizaba en el último domingo de mayo.
- Noche de los Fuegos Artificiales. 7 de septiembre.
- Festividad de la Patrona -Ntra. Sra. Virgen de los Remedios- 8 de septiembre. Procesión con la Virgen de los Remedios por las calles de la localidad.
- Feria y fiestas en honor a su patrona. Mediados de septiembre.
- Semana Santa. La Semana Santa de Ubrique cuenta con cuatro procesiones y un vía crucis, organizados tanto por las hermandades de penitencia del municipio como por las de Gloria y las Agrupaciones Parroquiales. En el Domingo de Ramos desde el año 2012 procesiona el misterio del Entrada de Jesús en Jerusalén, organizada por la Parroquia de Nuestra Señora de la O con ayuda de la Hermandad de Nuestra Señora de los Remedios. En el misterio, el Señor a lomos de una burra, es acompañado por San Juan, San Pedro y Santiago y dos niños hebreos. El cortejo está formado por pequeños niños ataviados de hebreo. La procesión, que sale desde el Convento de los Capuchinos, ha contado desde 2023 con la participación de la Legión de Ronda. El Lunes Santo por la tarde se organiza desde la Parroquia la procesión infantil con pequeñas maquetas de pasos realizados por los niños ubriqueños. En el Martes Santo, la Agrupación Parroquia de San Antonio realiza el Vía Crucis del Cristo del Calvario, un pequeño crucificado que es portado a hombros desde la Ermita de San Antonio hasta la Ermita del Calvario, recorriendo las estrechas calles del casco histórico del municipio. La jornada del Miércoles Santo viene marcado por la procesión de Jesús Cautivo y Rescatado, siendo su paso por el Peñón de la Becerra uno de los momentos más destacados del recorrido. El Jueves Santo procesiona desde la Iglesia del Jesús las imágenes de Jesús Nazareno y la Virgen de la Estrella, único palio de la Semana Santa Ubriqueña. La última jornada penitencial es la del Viernes Santo, cuando procesionan el Cristo Yacente, que sale desde San Antonio, y la Virgen de la Soledad, imagen atribuida a Juan de Astorga que procesiona desde la Iglesia de Jesús. Ambos pasos se encuentran en la calle Ingeniero Juan Romero Carrasco, siendo este el acto más multitudinario de la Semana Santa de Ubrique.[42]Procesión del Corpus Christi de Ubrique.

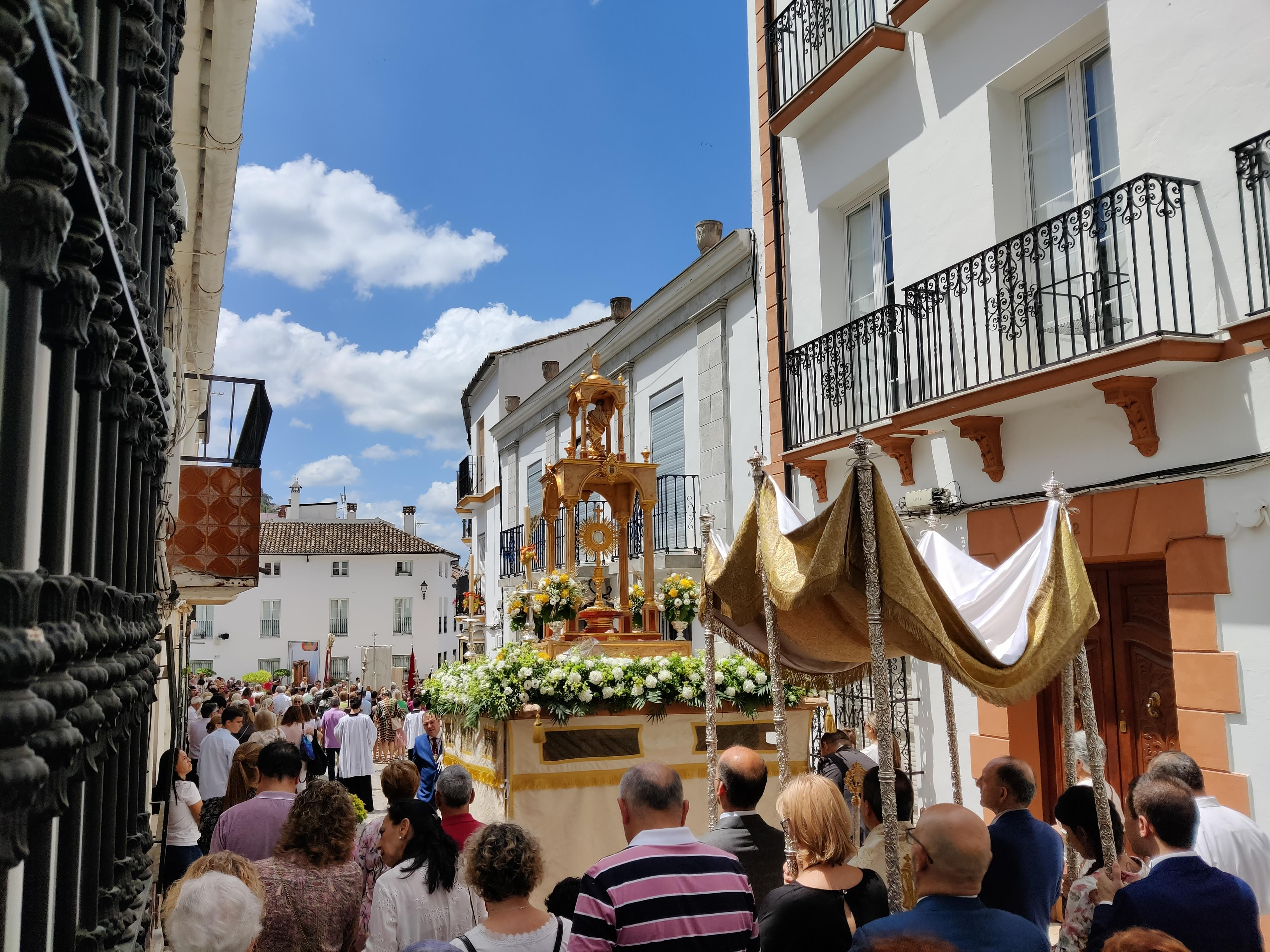
Procesión del Corpus Christi de Ubrique.

- Corpus Christi. Procesión del Santísimo Sacramento por las calles de la localidad.
- Bajada romana. Celebrada en el mes de junio, se recrea el camino recorrido por los antepasados durante la Hispania Romana, recorriendo la calzada romana que une Ubrique con la localidad de Benaocaz. Para la ocasión, las distintas legiones romanas existentes en el pueblo, acuden ataviados con el atuendo habitual de los romanos de la época.[43]

## Gastronomía
- Son famosos sus gañotes en Semana Santa, que junto a los borrachos, las torrijas y las empanadillas, son los dulces más típicos de la localidad.[44]
- También son conocidas sus migas cocidas, la sopa de espárragos, el cocido de tagarninas, los borrachos, las torrijas y las empanadillas, entre otros.

## Deportes

### Subida en montaña - automovilismo
La Subida a Ubrique Benaocaz es una prueba de referencia a nivel nacional (puntúa para el Campeonato de España y Andalucía de montaña) se ha celebrado ya 23 ediciones.
El tramo parte desde la misma población de Ubrique para finalizar, con una longitud total de 4,450 km. en el P.K. 16,9 de la carretera A-2302.
Los primeros compases se realizan partiendo desde el P.K. 30,550 de la A-373, carretera esta, ancha, y de impecable piso, con curvas bien peraltadas en las que los vehículos de gran potencial, volverán a despertar el delirio de los numerosos aficionados que se dan cita en la prueba.
Desde esta zona, y a través de un cruce, se enlaza con la A-2302, carretera algo más estrecha, donde se inicia un tramo de virajes cortos a derechas e izquierdas. Se continúa con una breve zona rápida, para entrar de inmediato en las paellas más frecuentadas por los aficionados, lugar conocido como “El Pluviómetro”. A partir de este punto, y hasta la meta, ubicada en el P.K. 16,900 de esta misma carretera, el trazado se convierte en bastante mixto con todo tipo de giros y radios de curvas. En cuanto al piso, este es liso y firme.
https://rincondelmotor.com/evento/xxiii-subida-a-ubrique-benaocaz-2018/ Archivado el 9 de septiembre de 2018 en Wayback Machine.

### Baloncesto
Ubrique cuenta con el equipo de baloncesto CABU (Club de Amigos de Baloncesto de Ubrique). Comenzó su actividad en la liga del 1980-1981, tras crearse en el año 1979. La primera participación en un Campeonato de Andalucía se produjo por parte del equipo juvenil femenino en la temporada 85-86. Posteriormente en el año 86-87, se funda formalmente el club ya bajo el nombre CABU, y en la temporada siguiente, 87-88, ascendió el equipo Sénior Masculino a 1.ª División Andaluza.
En el apartado urbano, Ubrooklyn 3x3 se funda en 2005 como club sin ánimo de lucro. Cada año organiza eventos, entrenamientos y exposiciones de carácter social, actuando de embajador de Ubrique, y celebrando una fiesta final en la misma localidad. Dentro de las zonas donde ha cooperado están los 44 pueblos de Cádiz, las 8 provincias de Andalucía, al menos una ciudad de las 52 provincias del país, y más de un centenar de estados entre América, África y Europa.

### Ciclismo
El ciclismo es una actividad con muchos seguidores en Ubrique. Varias etapas de pruebas profesionales como la Vuelta a Andalucía se han celebrado en esta localidad, incluyendo los finales de las etapas 8.ª de la edición de 2002 y 5.ª de 1990 de la Vuelta a España. En Ubrique existen varios clubes ciclistas pero la Asociación Ciclista de Ubrique (ACU) es la más veterana (fundada en 1988).